# Нагрудник

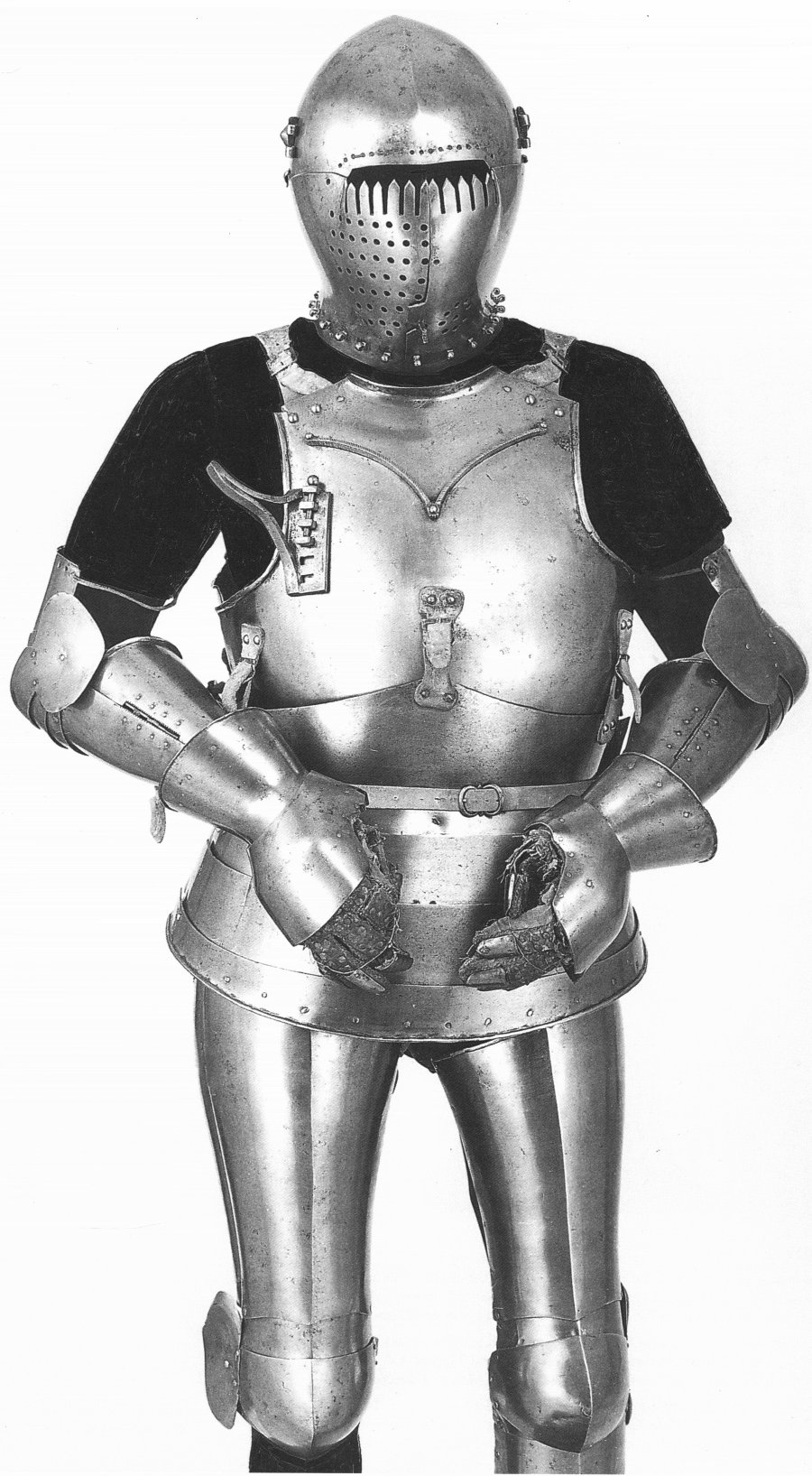
Ранний миланский доспех из коллекции замка Хурбург, около 1410 года

Нагру́дник — часть латного доспеха, закрывающая тело ратника спереди.
Часть доспеха, появившаяся в конце XIV века и существовавшая до тех пор, пока доспехами вообще пользовались. Нагрудник и наспинник составляют части кирасы, в некоторых случаях нагрудник использовался отдельно. Как принадлежности древнерусского оборонительного (защитного) вооружения (средство индивидуальной защиты), нагрудники, наколенники, налокотники, наспинники, наручи, науши — делались из кожи, железа и меди.

## История возникновения

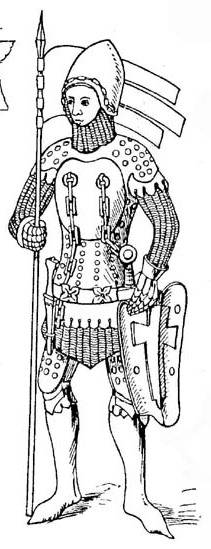
Бригантина с открытым латным нагрудником (деревянная скульптура рыцаря в Бамбергском соборе, 1370 г.) Из книги Вендалена Бехайма.

Италия в XIV веке стала одной из законодательниц доспешной моды в Западной Европе. Итальянские кузнецы-оружейники Милана, Флоренции, Венеции и других городов и стран создавали достаточно качественные доспехи как для внутреннего рынка, так и на экспорт, что было весьма большой редкостью — в более раннем Средневековье доспехи изготавливались там же, где и продавались.
В замке Хурбург в итальянском графстве Южный Тироль собрана большая коллекция доспехов второй половины XIV — первой половины XV веков, которая хорошо отражает развитие доспехов в Итальянских государствах в те годы.
Доспех, изготовленный около 1380 года, представляет собой прогресс в изготовлении доспехов тех времён. Защита тела выполнена в виде нагрудника — предка более поздней кирасы. Нагрудник представляет собой сегментную конструкцию с большой выпуклой центральной пластиной, закрывающей грудь и живот, и меньшими пластинами, закрывающими бока. Между собой пластины соединены ремнями и заклёпками, на спине доспех застёгивается перекрещивающимися ремнями. Этот доспех ещё не являлся полным латным, так как для защиты тела помимо нагрудника использовалась кольчуга, но он дал начало отказу от бригантины как основной защиты тела. Его основное достоинство было в том, что в отличие от бригандины здесь грудь закрывалась крупными стальными пластинами, которые было гораздо труднее пробить. Недостатком было то, что спина защищалась только кольчугой, поэтому подобная конструкция распространения не получила, а в более поздних доспехах спина защищалась так же, как и грудь.
Альтернативным вариантом крупнопластинчатой бригантины было усиление мелкопластинчатой бригантины путём наклёпывания поверх неё пластрона — нагрудной пластины. В поздних вариантах пластрон превратился в нагрудник, как у кирасы. Такая конструкция была распространена в Германии.
Более поздний доспех из оружейной коллекции того же Хурбурга представляет собой образец ранней миланской брони со всеми особенностями стиля. Кираса представляет собой весьма прогрессивную для того времени конструкцию — с отдельным набрюшником, позволявшим владельцу свободнее сгибаться вперёд и закреплённым ремнём с пряжкой спереди к нагруднику, и упором для копья, очевидно съёмным (на некоторых сохранившихся доспехах его нет, но есть отверстия для его крепления) и поворотным, то есть позволявшим в случае кавалерийской атаки или турнирной сшибки использовать его как держатель для копья, а в рукопашном бою повернуть его к груди, чтобы он не мешал движениям правой руки. На набрюшнике закреплена латная юбка из четырёх стальных полос, соединённых плавающими заклёпками.

## Бригантина с набрюшником и наспинником
В отличие от Италии, где уже с начала XV века делали полные латные доспехи с кирасой, во Франции долгое время (до конца XV века) оставались популярными доспехи, где кирасу заменяла конструкция, состоящая из латного набрюшника и бригантного нагрудника. Спина кирасы делалась по такой же схеме — нижняя часть латная, верхняя — бригантная. Причины возникновения такой конструкции точно неизвестны, но ими могли быть следующие:
- Необходимость в подвижной защите верхней части тела для того, чтобы не стеснять плечи и грудь при бое двуручным мечом. Основаниями для такого предположения является то, что в более позднем Средневековье в таких случаях вообще отказывались от латной защиты плеч, заменяя их кольчужной пелериной, во многих европейских доспехах тех лет массивные латные наплечники отсутствуют, заменённые более лёгкими, а иногда и просто кольчужным полотном. Во французской армии служило много шотландцев, которые первыми в Европе стали использовать двуручные мечи, возможно подобные доспехи были популярны среди них.
- Бригандина была менее трудоёмкой в изготовлении, и соответственно стоила дешевле. То есть, подобная конструкция была методом удешевления доспехов без значительной потери их защитных качеств. Опять-таки такая конструкция могла появиться благодаря шотландцам, которые были беднее французских дворян.
- Верхняя часть туловища и так сравнительно жёсткая благодаря рёбрам, в то время, как мягкая брюшная полость с обилием жизненно важных органов очень уязвима для любых ударов спереди. Поэтому жёсткими частями доспеха, при их ограниченной доступности, было наиболее целесообразно прикрывать в первую очередь именно её.

Данная конструкция, если верить Жану Фруассару, была весьма популярна во Франции вплоть до конца XV века.

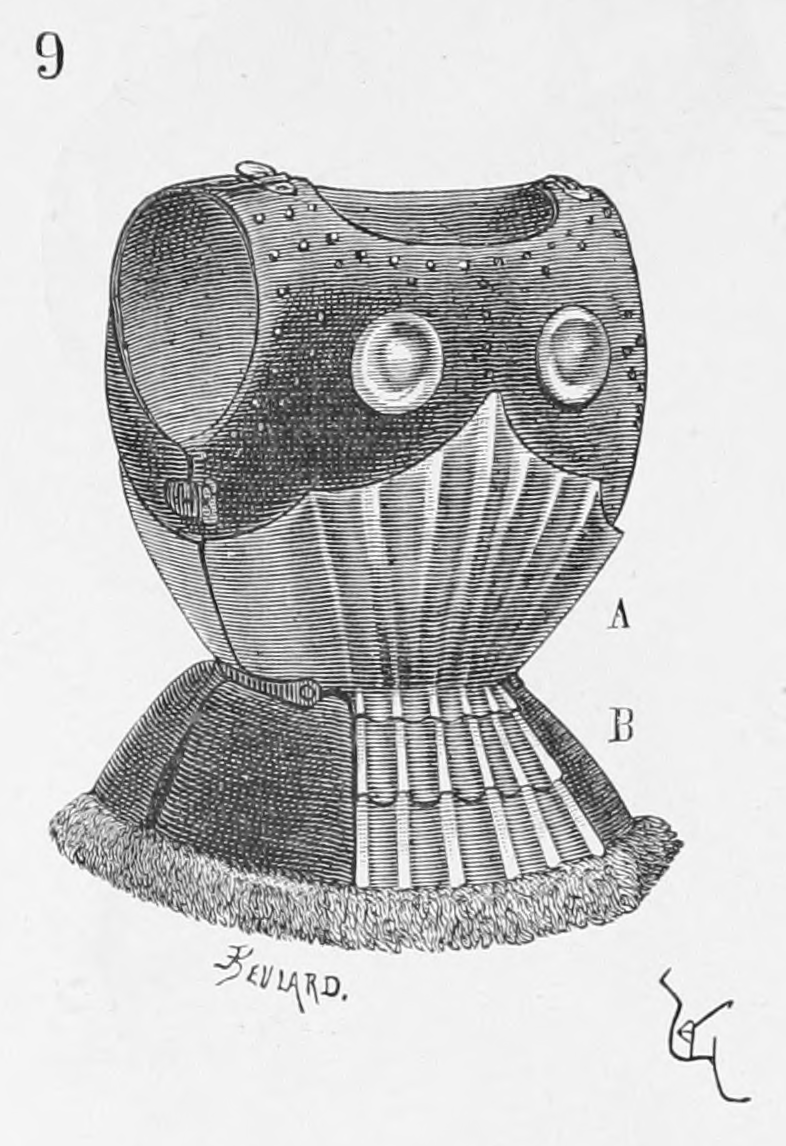
Бригантный доспех с латным набрюшником и стальной юбкой - перерисовка из миниатюр к хроникам Жана Фруассара, около 1470 года. Иллюстрация из книги Иммануила Виолле-Ле-Дюка.
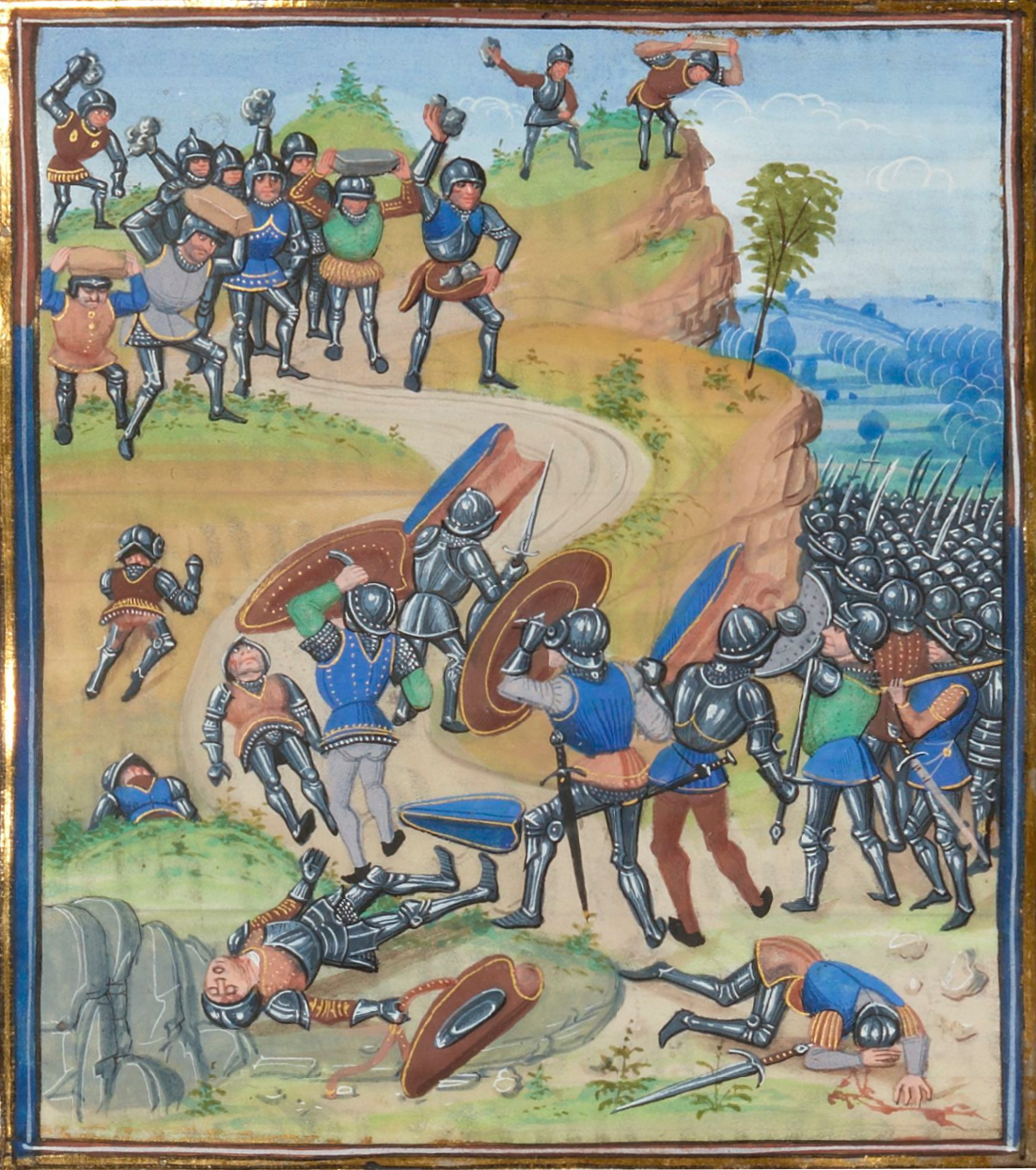
Битва при Бринье. Миниатюра из хроник Жана Фруассара, около 1470 года. На убитом французе посредине хорошо виден латный набрюшник с юбкой и бригандным нагрудником.
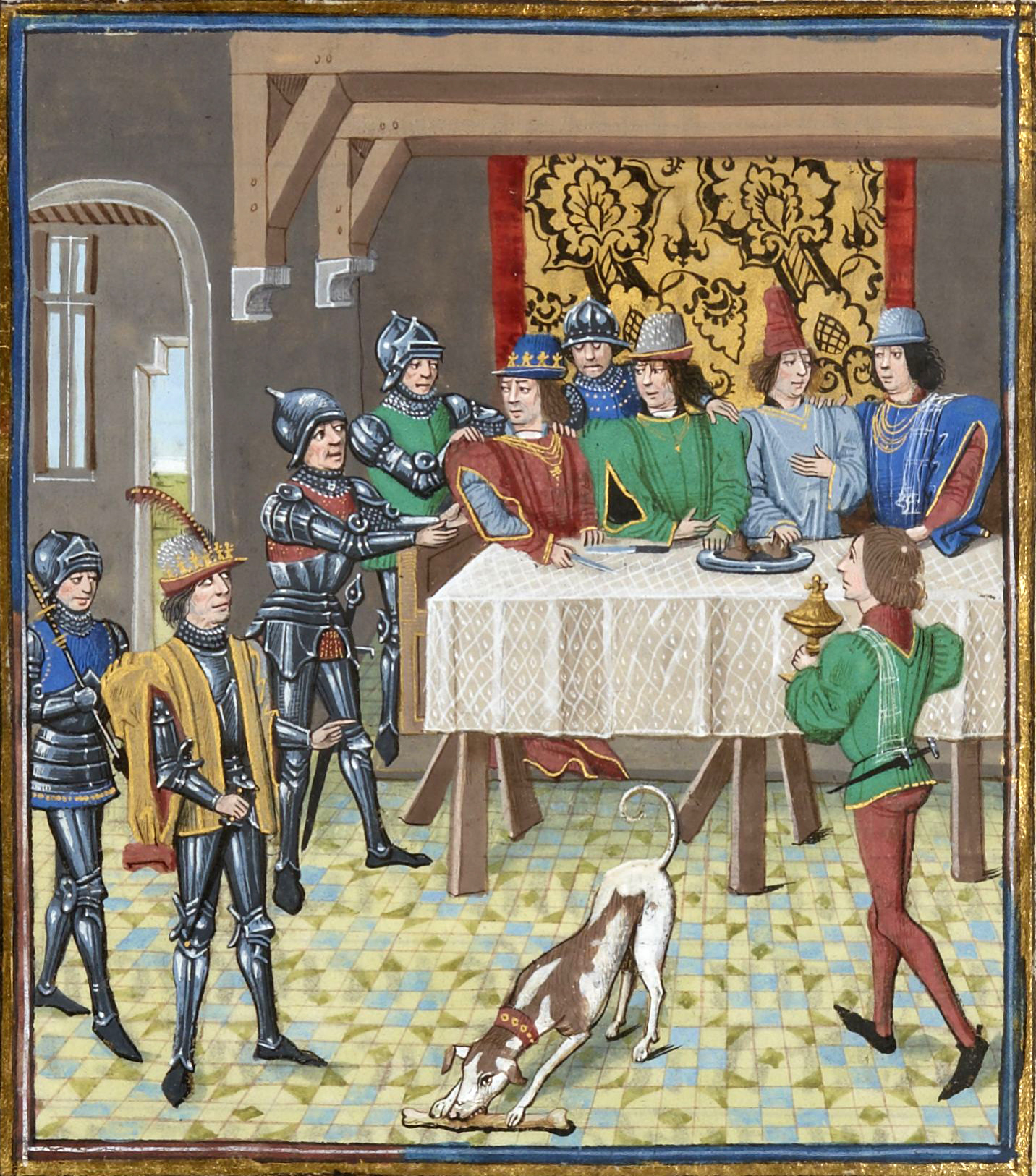
Миниатюра из хроник Жана Фруассара, около 1470 года. На рыцарях слева хорошо видны латные набрюшники с юбками и бригандными нагрудниками, на рыцаре ближе к центру - юбка с тассетами.
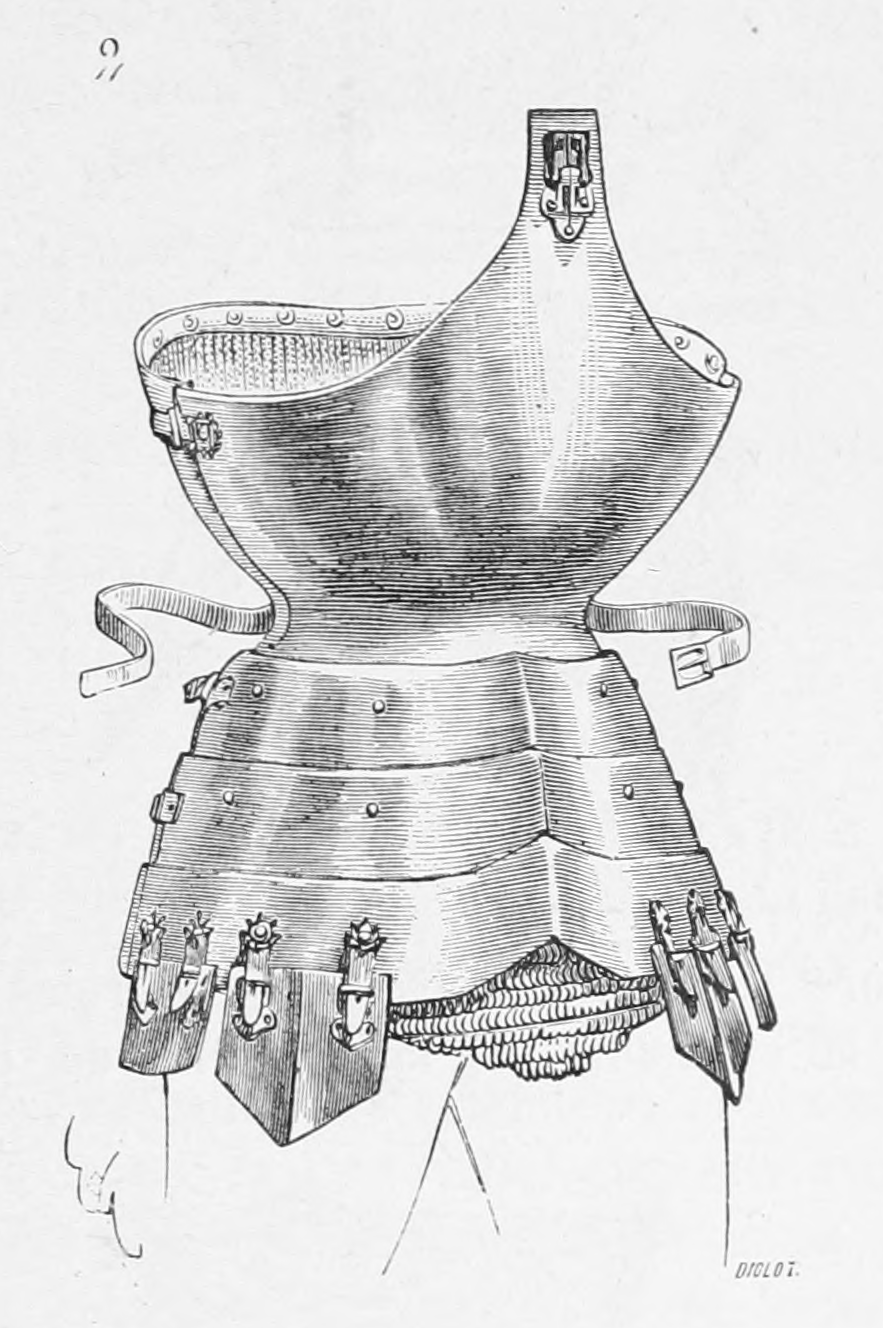
Латный набрюшник и стальная юбка. Иллюстрация из книги Иммануила Виолле-Ле-Дюка.

## Миланский нагрудник и наспинник XV века
В Италии от бригандин отказались ещё в конце XIV века — в пользу кирас. При чём, как видно по доспеху из Хурбурга 1410 года, уже тогда кирасы стали коваться составными — передняя часть состояла из нагрудника и набрюшника, соединявшихся ремнём с пряжкой, задняя — сегментный наспинник. Отличия в отдельный конструкциях, по-видимому, были вызваны запросами заказчиков каждого конкретного доспеха, и состояли в форме и размерах набрюшника, наличии промежуточных сегментов между ним и нагрудником, размерах нагрудника и так далее. В некоторых доспехах (например доспехе Роберта де Сансеверино) кираса ковалась цельной, а для упора для копья под неё вставлялась дополнительная подвижная деталь. В других доспехах (в частности в различных экспортных вариантах) появляется ребро жёсткости посредине нагрудника, более характерное для доспехов конца XV века. В основном же кирасы ковались с бочкообразной грудью (англ. globose chestplate, нагрудник ковался таким, чтобы сильно перекрывать набрюшник, служа при этом дополнительной защитой от попадания копьём в живот. Упор для копья крепился к нагруднику, очевидно на заклёпках, таким образом, чтобы владельцу было удобно держать копьё под мышкой в кавалерийской атаке, а потом сбросить его и взяться за меч или другое рубящее оружие. Наспинники в миланских кирасах ковались как цельные, так и много-сегментные (что хорошо видно на доспехе Фридриха I), сегментная конструкция делалась для увеличения подвижности, и зачастую сверху закрывалась наплечниками, которые иногда ковались таких размеров, что перекрывали один другой и закрывали всю верхнюю часть спины.

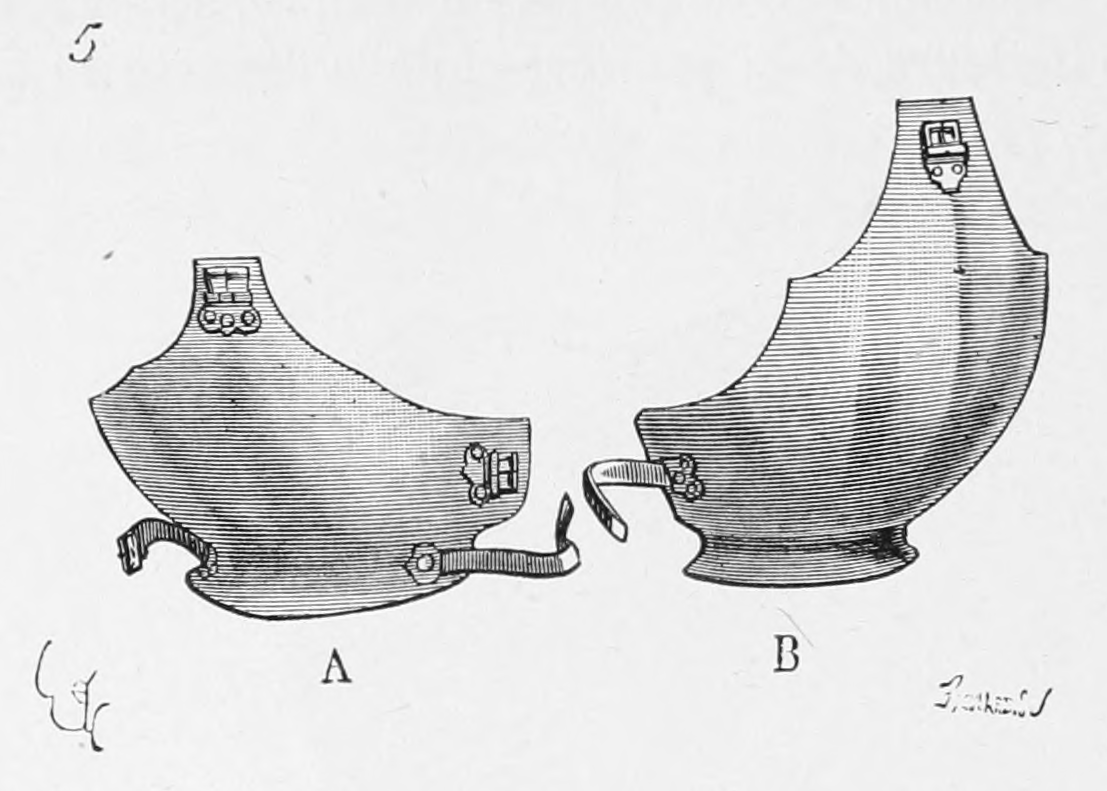
Миланский набрюшник и нижняя часть наспинника. Иллюстрация из книги Иммануила Виолле-Ле-Дюка.
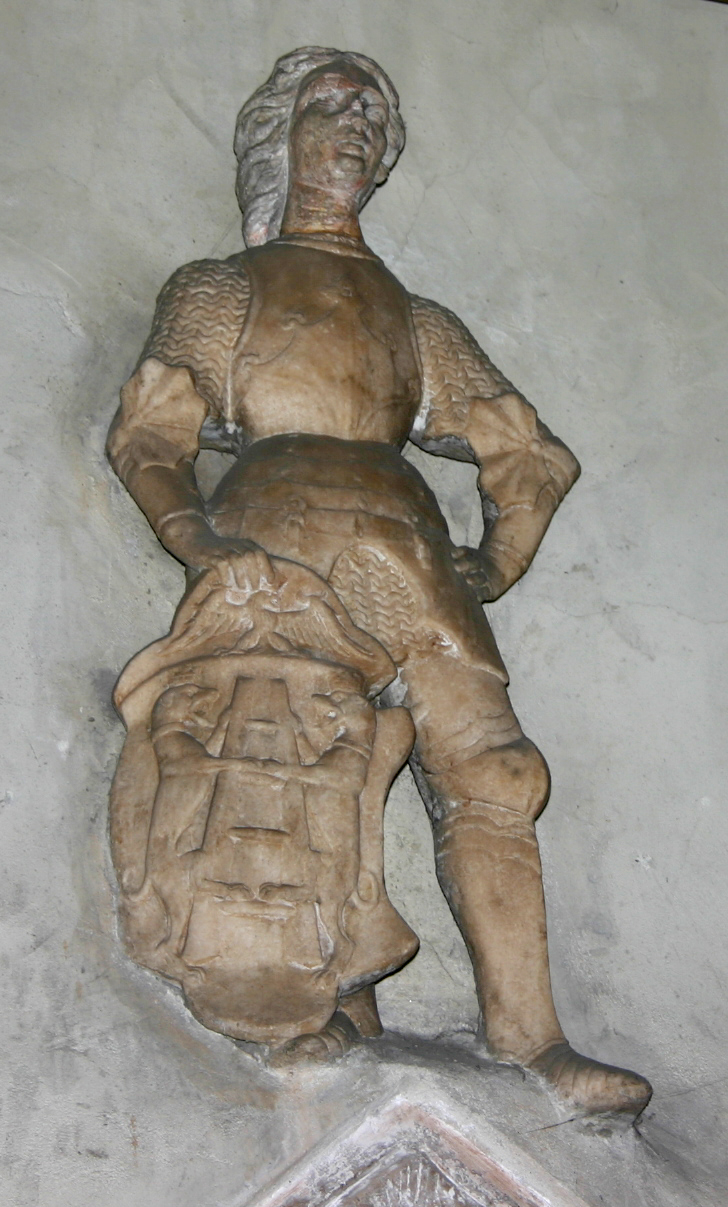
Надгробие Анжело Симонетта, 1472 год. Церковь Санта Мария дель Кармине, Милан. Хорошо виден нагрудник и набрюшник.
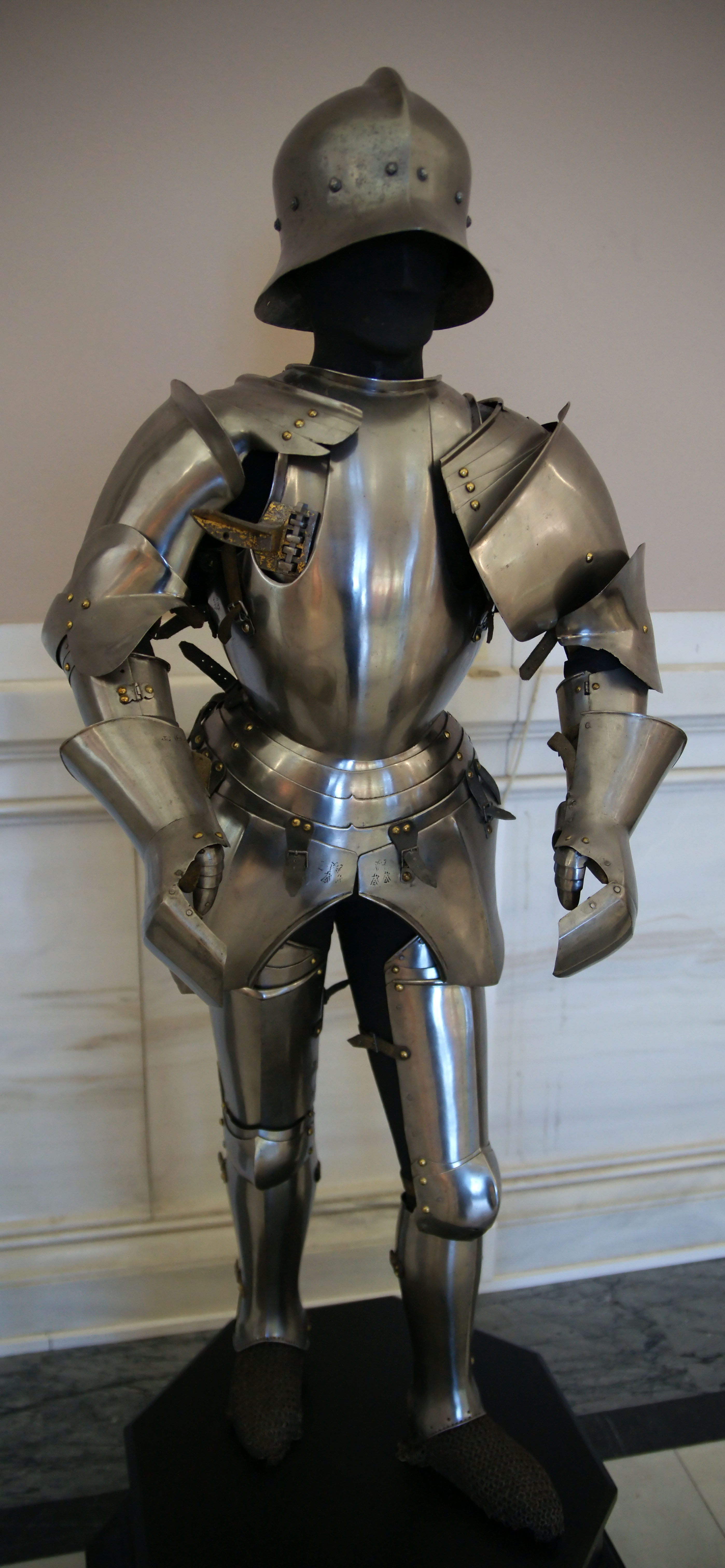
Доспех кондотьера Роберто де Сансеверино, захваченный после его гибели в битве при Каллиано в 1487 году. Сейчас находится в Художественно-историческом музее в Вене. Здесь - цельная кираса.
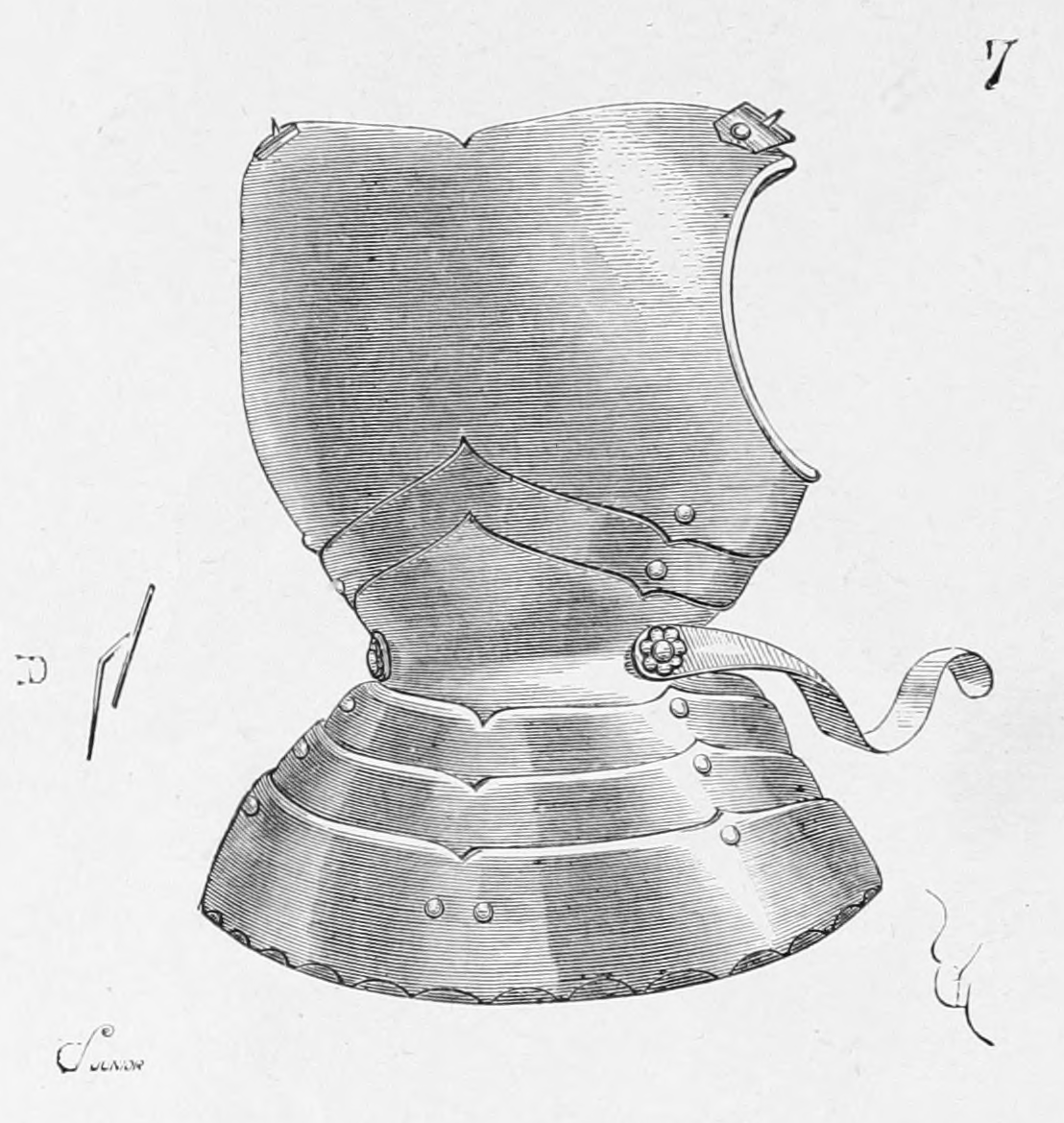
Наспинник с юбкой. Иллюстрация из книги Иммануила Виолле-Ле-Дюка.
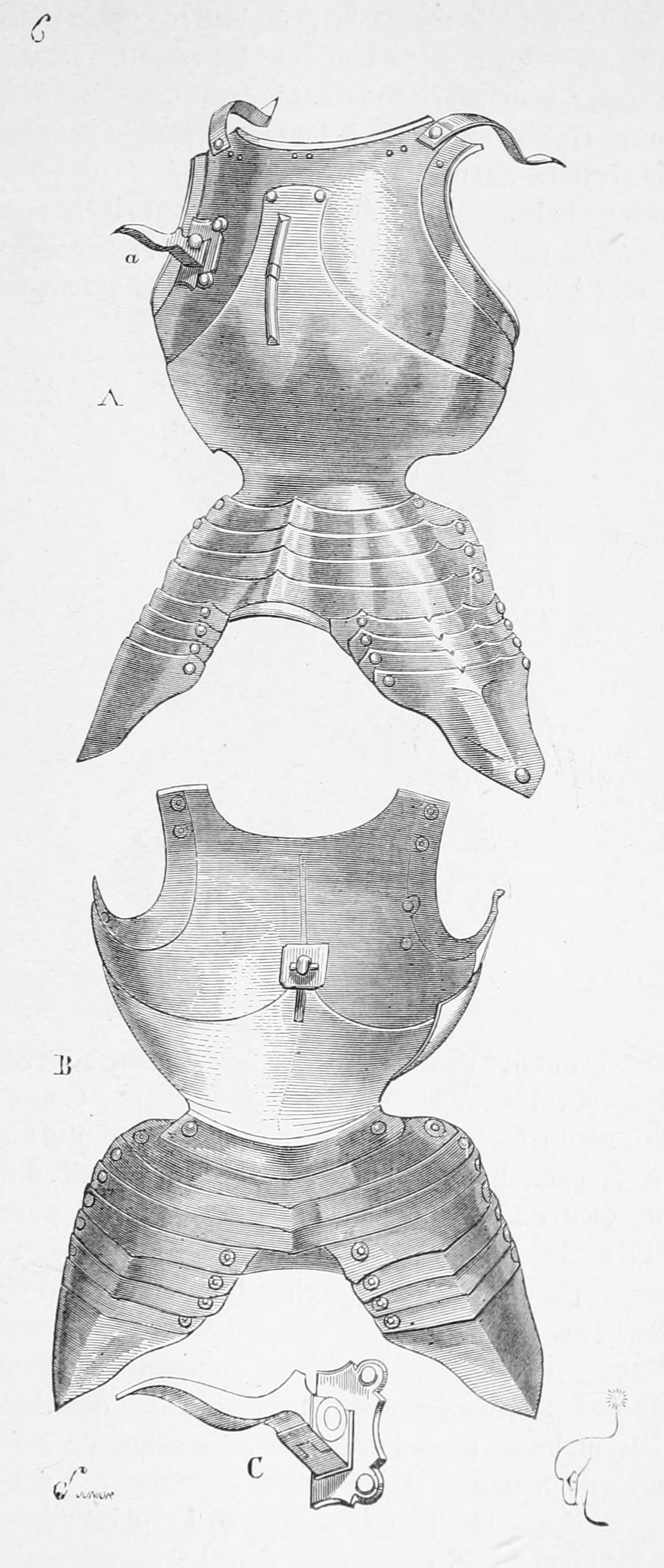
Миланская кираса 1470 года. Иллюстрация из книги Иммануила Виолле-Ле-Дюка.
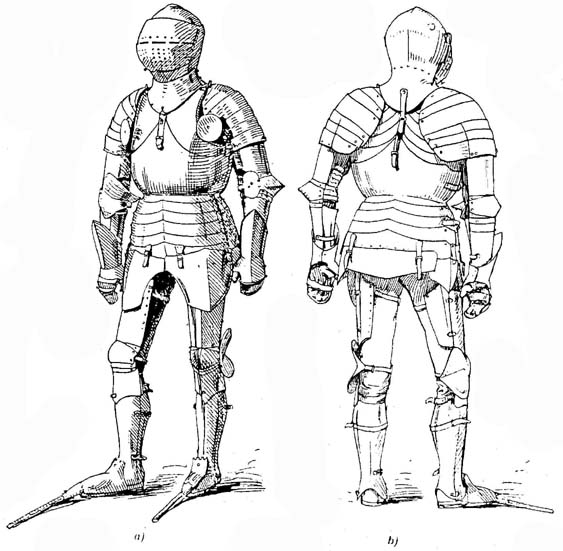
Миланская броня «французского стиля», принадлежавшая Фридриху I, графу и палатину Рейна. Изготовлена в 1451 году в Милане. Сейчас находится в Художественно-историческом музее в Вене. Иллюстрация из книги Вендалена Бехайма.

## Использование в пехоте
Пехота во все времена была небогатой, особенно по сравнению с тяжёлой кавалерией, и поэтому часто использовала различные трофейные доспехи для собственных нужд (что очень хорошо иллюстрируют миниатюры к хроникам Жана Фруассара). Естественно, полные латные доспехи пехоте были не только не по карману — они были не нужны, так как вес их ограничивал их применение кавалерией, однако отдельные детали доспехов можно было позаимствовать (в том числе снять с убитых врагов) и использовать самому. То же касалось частей кирас, которые пехотой разбирались для дальнейшего ношения. И если сам нагрудник носили редко — он стеснял движения при бое древковым оружием — то набрюшник с наспинником и горже в пехоте встречается регулярно. Надо полагать, что обеспечивающие приличную защиту части латного доспеха были в пехоте весьма популярны.

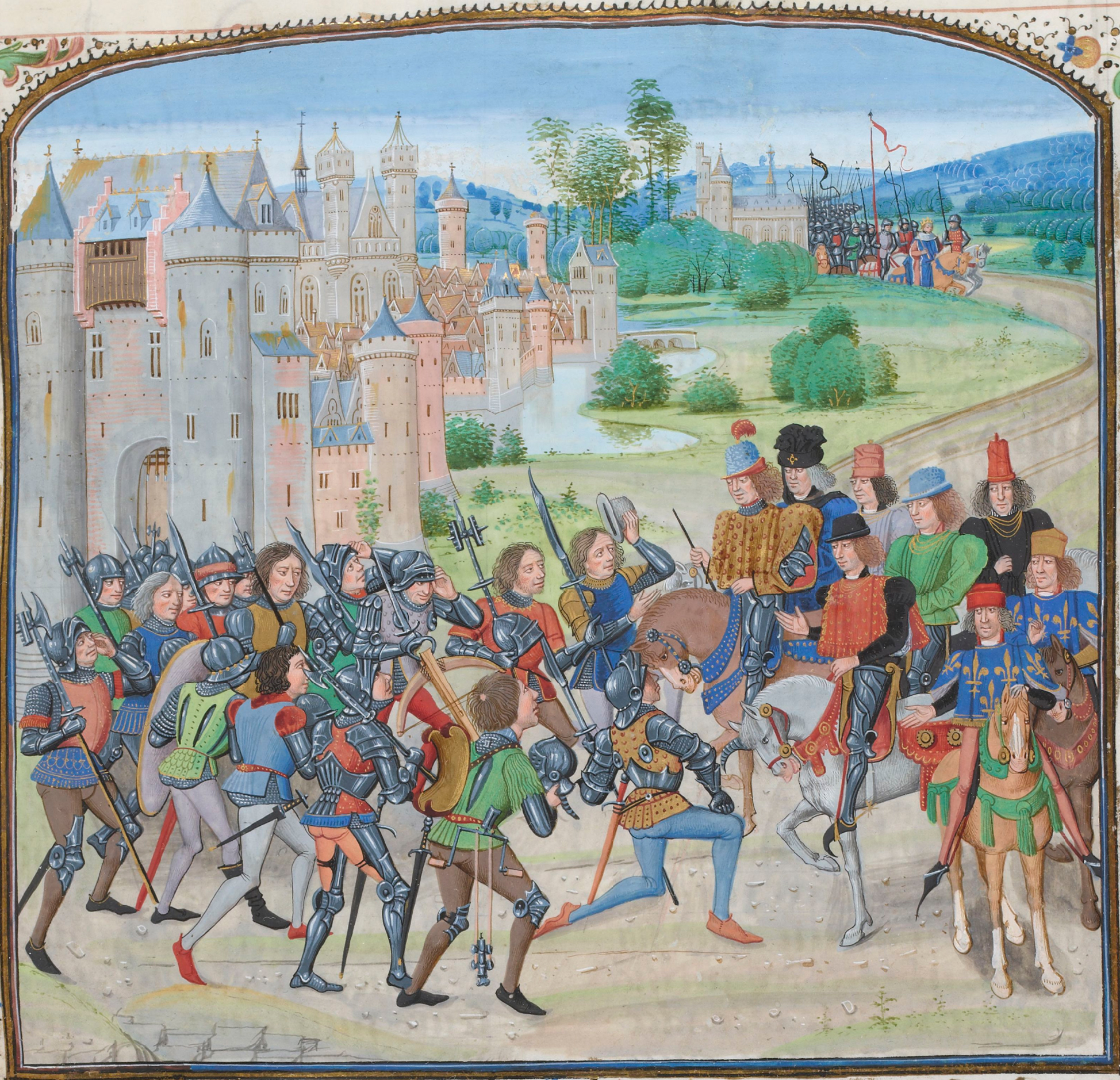
Миниатюра из хроник Жана Фруассара, ок. 1470 г. На солдатах в центре видны наспинник с бригандиной (жёлтого цвета) и гамбезоном (красного цвета) - о том что это гамбезон говорят вертикальные швы на нём.
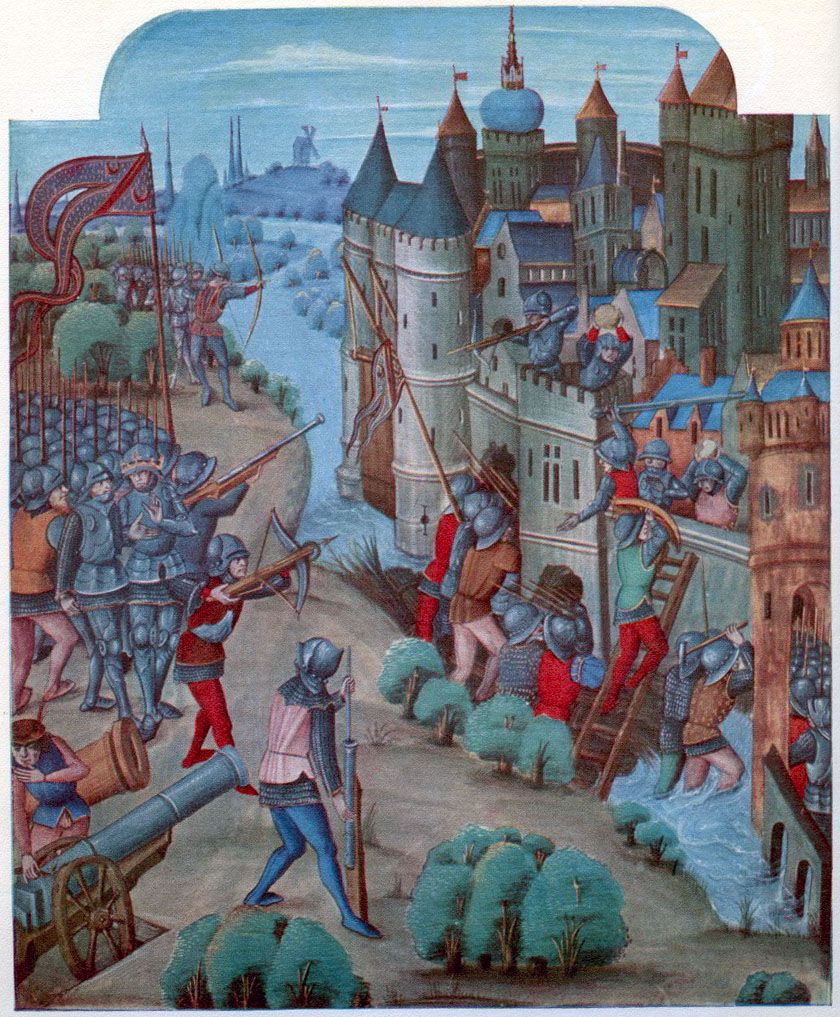
Миниатюра из хроник Жана Фруассара, ок. 1470 г. на арбалетчике в центре в красном гамбезоне, надетом поверх кольчуги - набрюшник и наспинник.
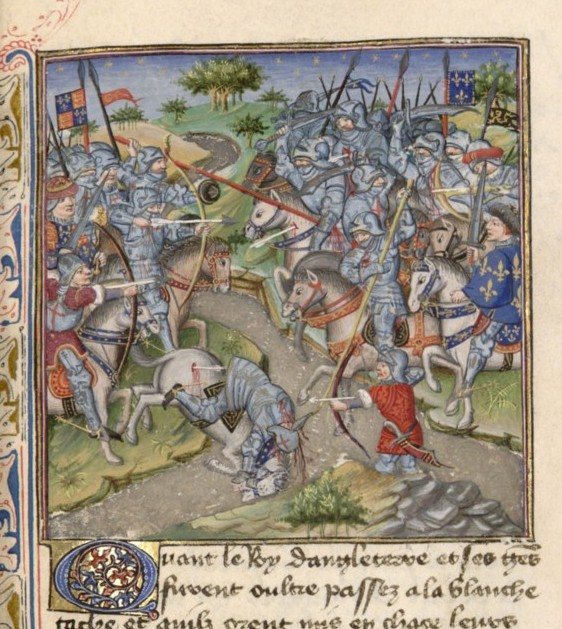
Битва при Креси - миниатюра XV столетия. На английском лучнике слева - нагрудник, пристёгнутый ремнём с пряжкой к горже.
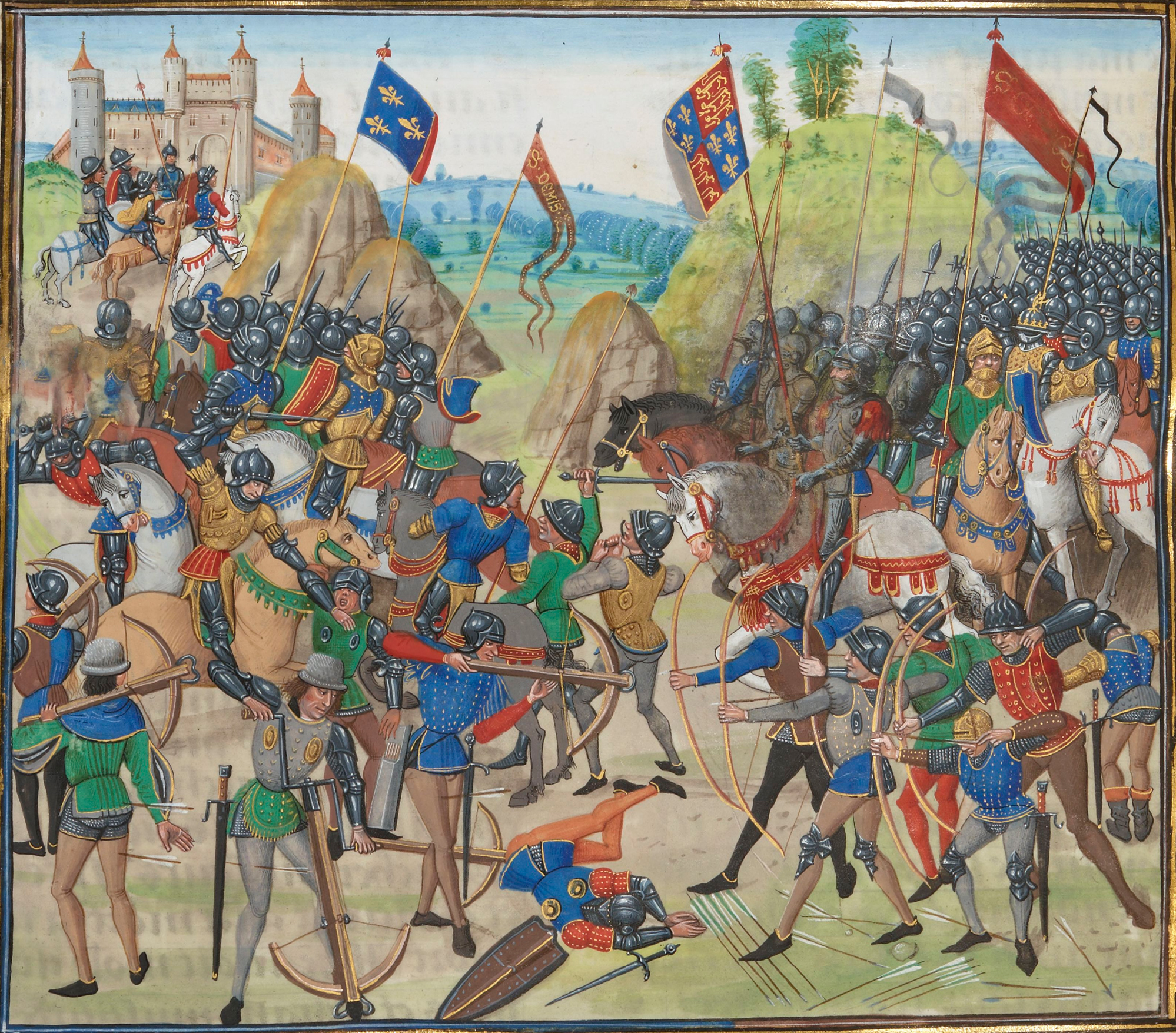
Битва при Креси - Миниатюра из хроник Жана Фруассара, ок. 1470 г. На английских лучниках видны латные наколенники, а на одном - позолочённый салад, чисто кавалерийский шлем.

## Готический нагрудник и наспинник XV века
Популярность в Германии доспехов с рифлёной поверхностью и желания выделиться среди часто встречающихся «гладких» миланских доспехов стало основой появления готического доспеха, некоторые поверхности которого куются рифлёными — как для повышения их ударопрочности, так и для красоты.
Конструктивно готическая кираса почти не отличалась от миланской. Передняя часть ковалась составной, из нагрудника и набрюшника, защита шеи делалась в виде бувигера. Набрюшник и бувигер соединялись ремнём с пряжкой. Наспинник кирасы также делался составным, часто с двумя-тремя сегментами.

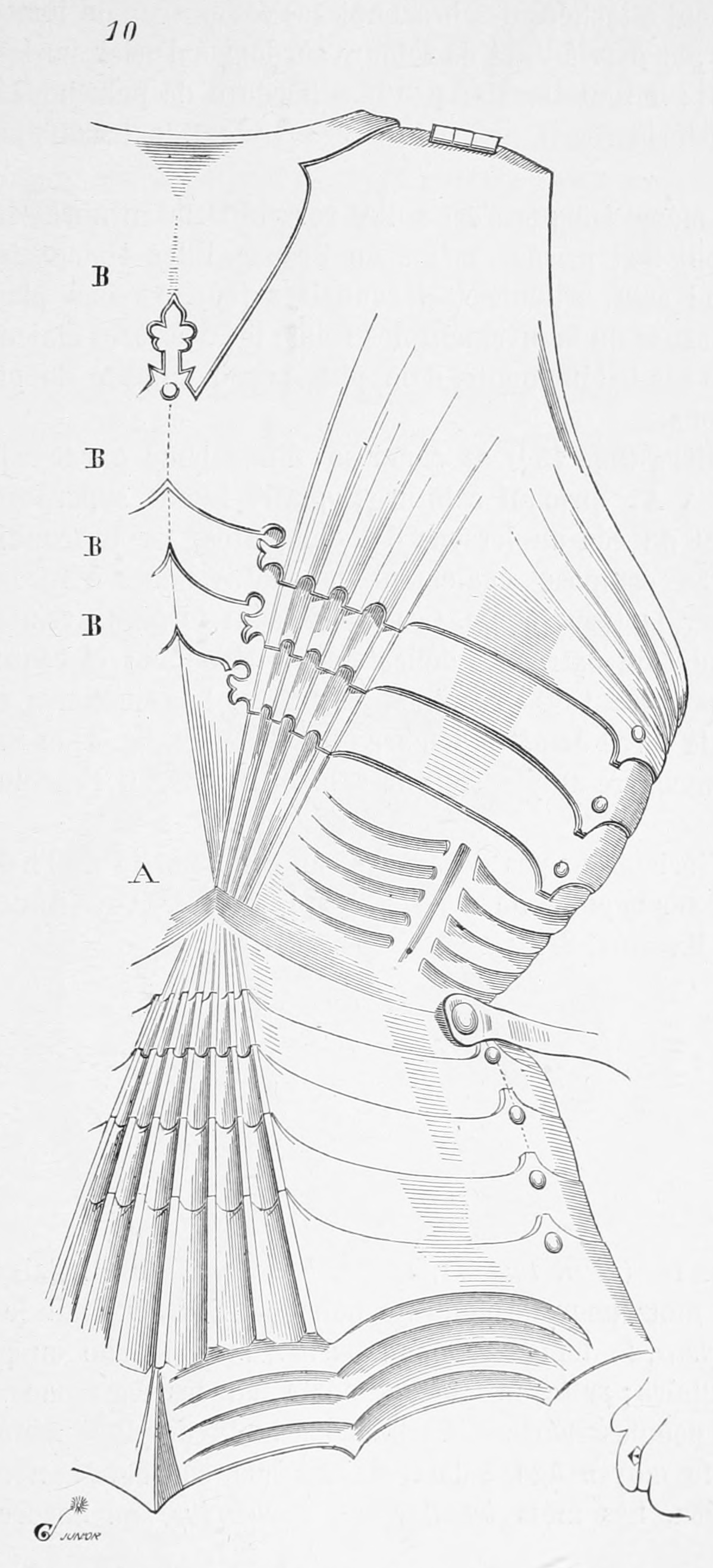
Наспинник готической кирасы. Иллюстрация из книги Иммануила Виолле-Ле-Дюка.
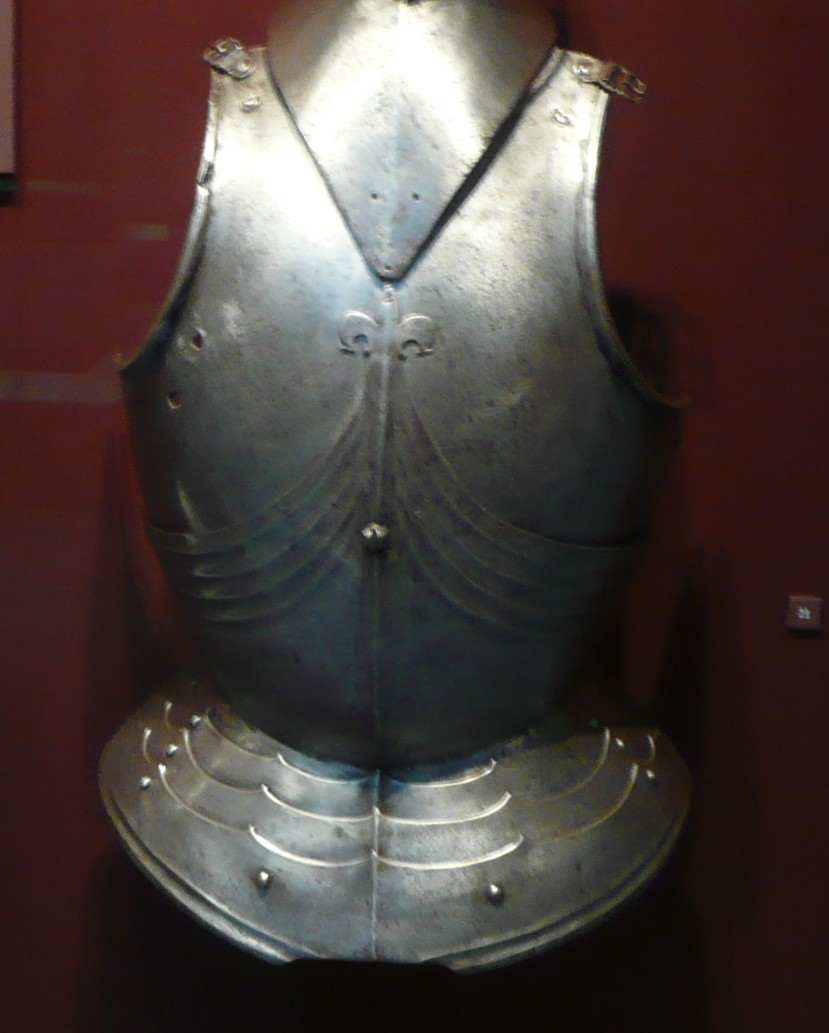
Готический нагрудник, Италия, 1480 год. Находится в Музее искусств Кливленда, Огайо, США.
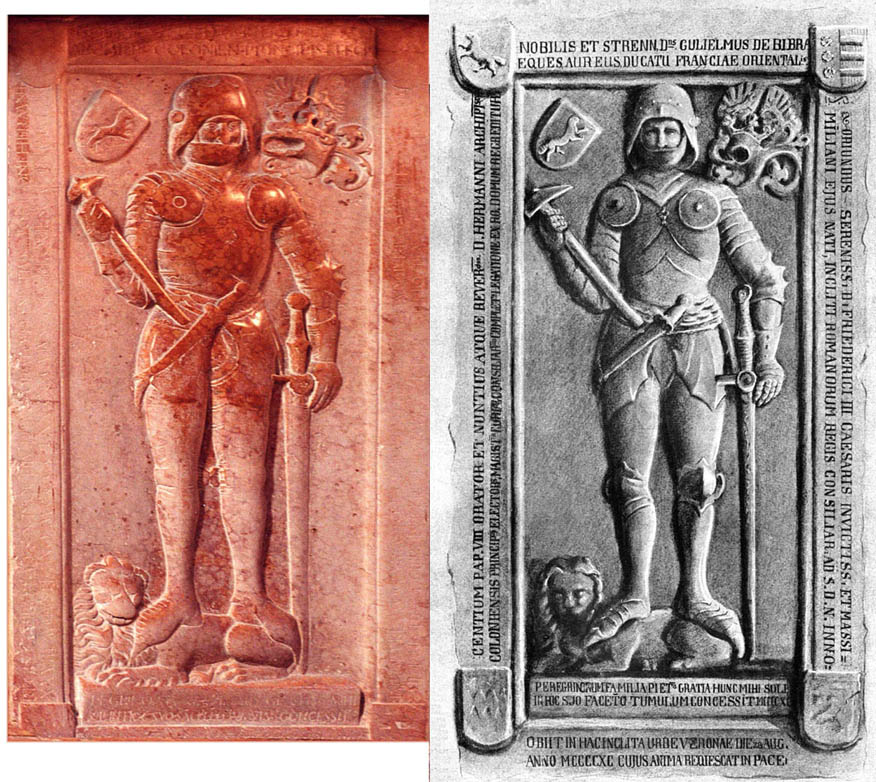
Надгробный камень Вильгельма фон Бибра (около 1490 года) в пеллегринской церкви Святой Анастасии в Вероне.
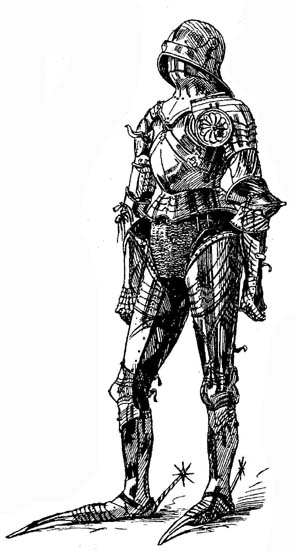
Доспех Максимилиана I, герцога Бургундии и императора Священной римской империи. Изготовлен в Нюрнберге мастером Лоренцом Кольманом (Хелмшмидтом) в 1475 году. Иллюстрация из книги Вендалена Бехайма.

## Максимилиановский нагрудник и наспинник XVI века
В конце XV века в Германии силами Максимилиана I, герцога Бургундии и императора Священной римской империи был создан синтез готической и миланской брони — максимилиановский доспех. Синтезом он является потому, что в нём соединена технология рифлёной поверхности, характерная для готической брони, и форма отдельных деталей, больше характерная для миланских доспехов.
Кираса максимилиановского доспеха ковалась из всего двух частей. Нагрудник и наспинник выполнялись цельными, при этом нагрудник имел вертикальное рифление и форму, характерную для миланских доспехов, а именно бочкообразную. Наспинник же ковался также в стиле миланских наспинников, но в отличие от последних никогда не ковался сегментным, и часто даже не имел рифления — эта часть брони не так часто поражадась стрелковым и иным оружием и потому не было нужды её столь серьёзно защищать. Особенностью нагрудника было то, что он ковался с ребром жёсткости сверху груди, дабы исключить попадания каким-либо колющим оружием под горже, которое с этой же целью спереди пряталось под нагрудником (до этого оно крепилось поверх нагрудника), сзади же оно по-прежнему крепилось сверху наспинника. Скреплялись половинки кирасы так же, как и в миланских доспехах — слева петли, справа ремни с пряжками, плюс на поясе ремень с пряжкой. Ещё одной особенностью доспеха было то, что здесь в массовом порядке были применены соединения на плавающих заклёпках, заменившие собой шнуры, ремни и пряжки, хотя и не полностью, что способствовало большей безопасности владельца. Упор для копья по-прежнему остался на своём месте, хотя его старались ковать не таким массивным, как в миланской броне.
По сравнению со всеми до тех пор существовавшими доспехами этот предлагал самую мощную защиту, в первую очередь от стрелкового оружия, которое тогда набирало популярности. Однако платой за это была громадная сложность изготовления и соответственная цена. Поэтому эти доспехи быстро исчезли из употребления, заменённые более поздними гладкими доспехами.

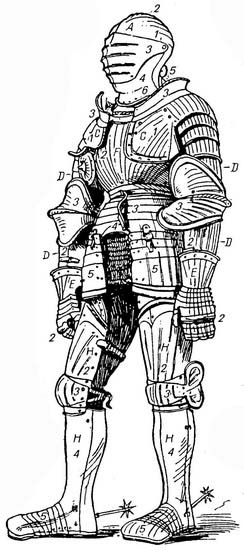
Максимилиановский доспех - вид спереди. Иллюстрация из книги Вендалена Бехайма.
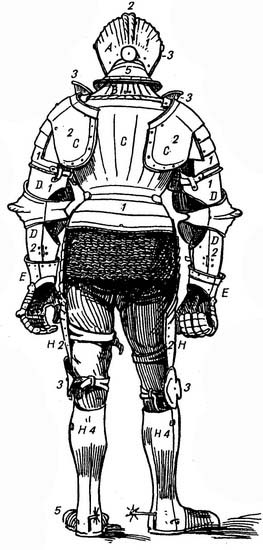
Максимилиановский доспех - вид сзади. Иллюстрация из книги Вендалена Бехайма.
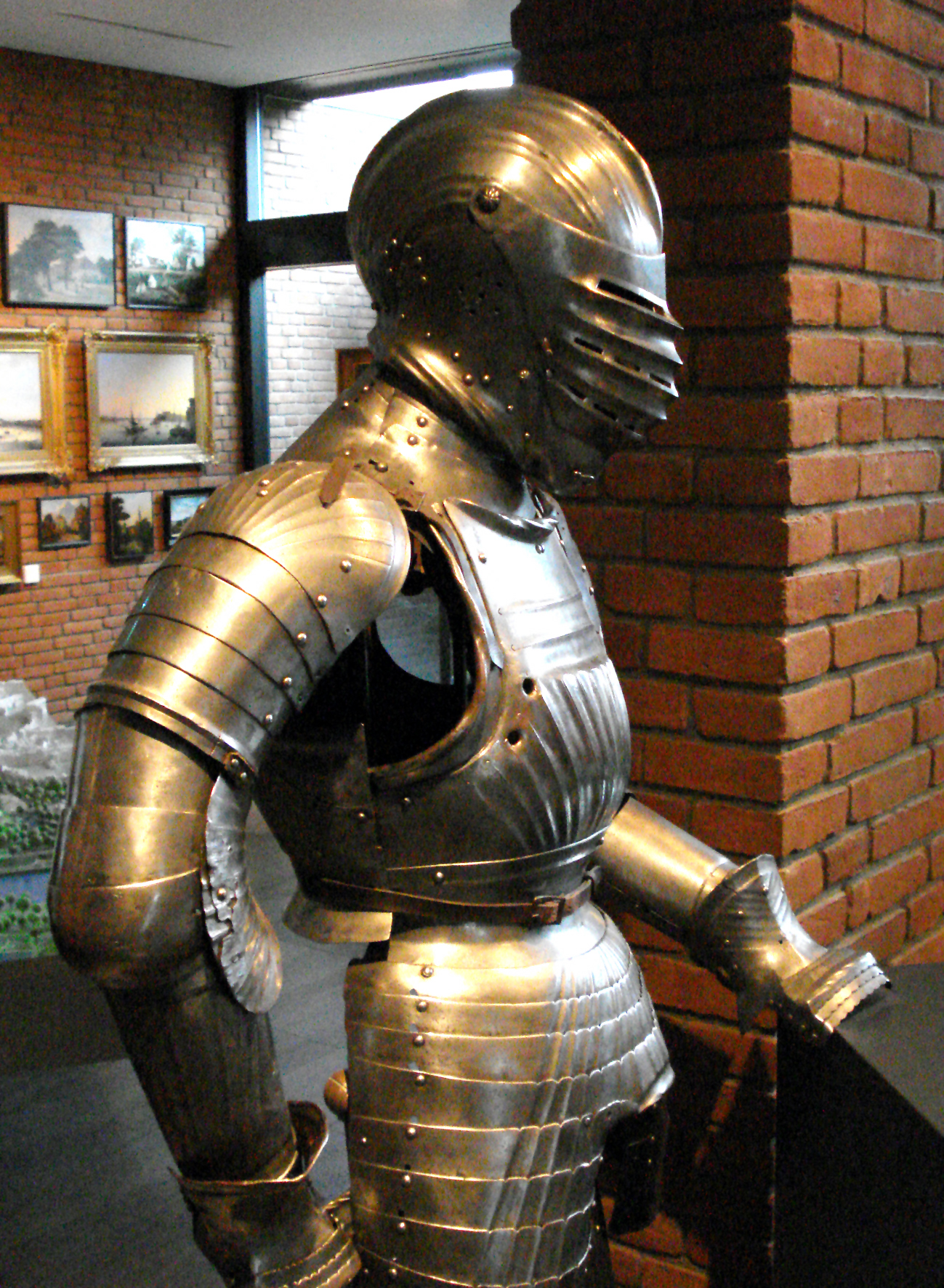
Максимиллиановский доспех. Музей в Бремене.
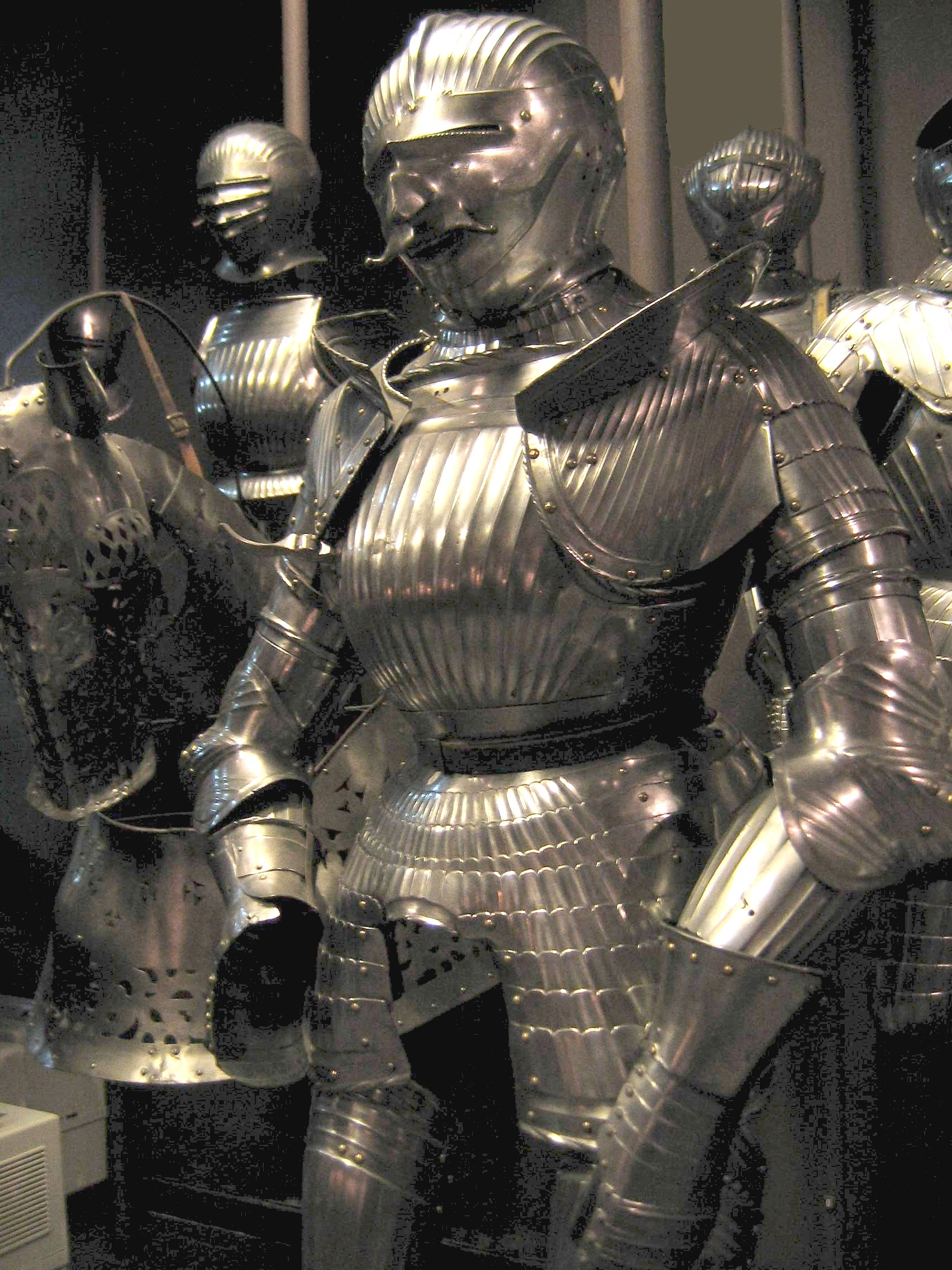
Максимилиановская броня 1514 года из Музея войска польского, Варшава.

## Нагрудники середины XVI века — середины XVII века
Рифлёные максимилиановские доспехи сменились во второй четверти XVI века на гладкие позднесредневековые доспехи, среди которых наиболее выделяются гринвичские доспехи — дальнейшая эволюция миланской брони. Поскольку в обиходе появляется всё большее количество огнестрельного оружия, качество которого постепенно возрастает, доспехи также стали ковать с таким расчётом, чтобы они могли выдержать попадание пули. И здесь основной упор был сделан на кирасах, которые куются особой формы: с вертикальным ребром жёсткости посредине и с выступом в районе живота, так называемой «гусиной грудью» — тапулем. В то же время форма нижней части нагрудника была не плоской, как в более ранних доспехах, а треугольной, с выступом на животе, так что сегментные набедренники закреплялись на сторонах этого выступа. Нижняя часть нагрудника ковалась таким образом, чтобы оставить место для прилегания к ней сегментных набедренников.

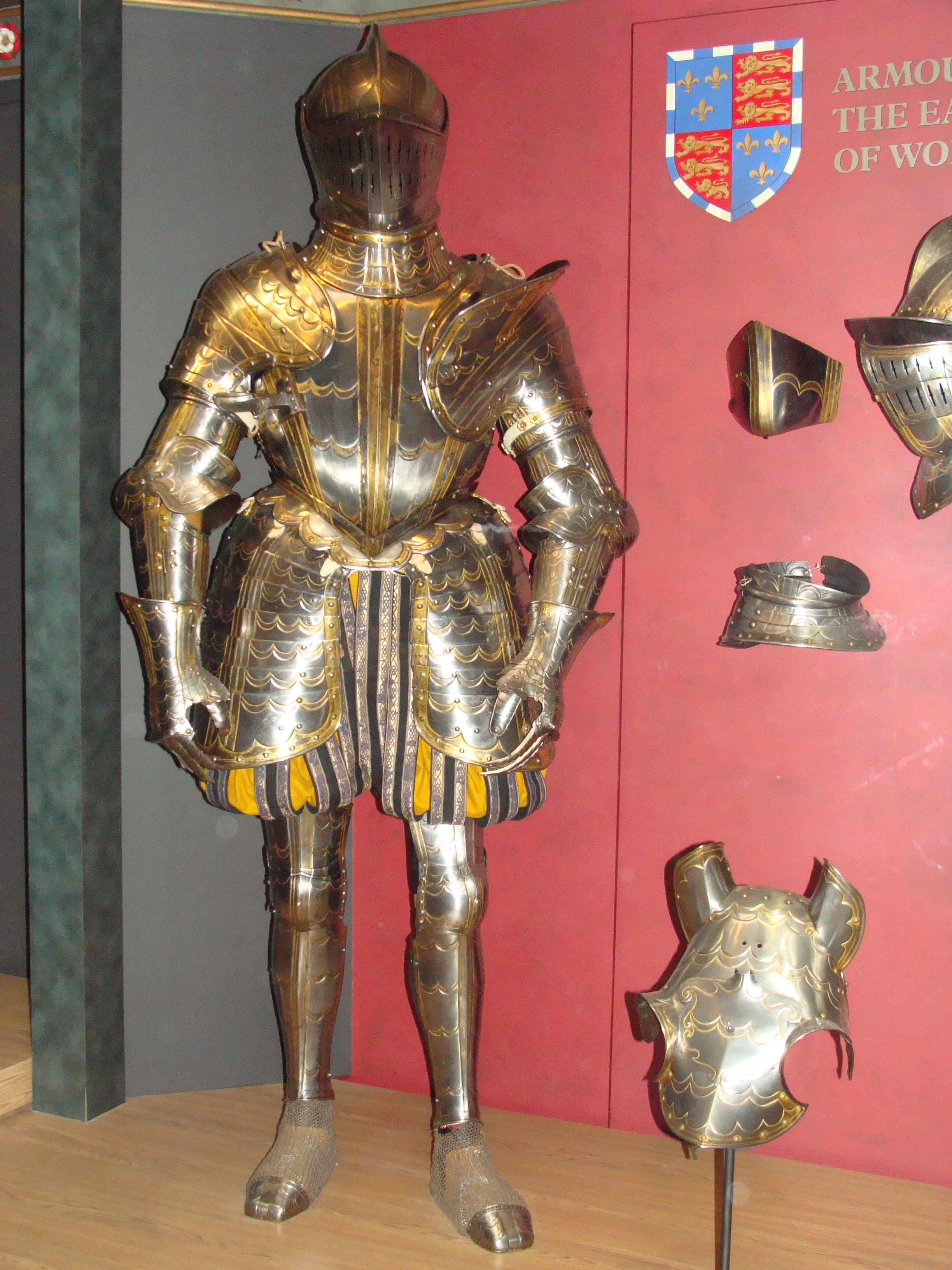
Доспех Уильяма Соммерсета, Тауэр, Лондон.
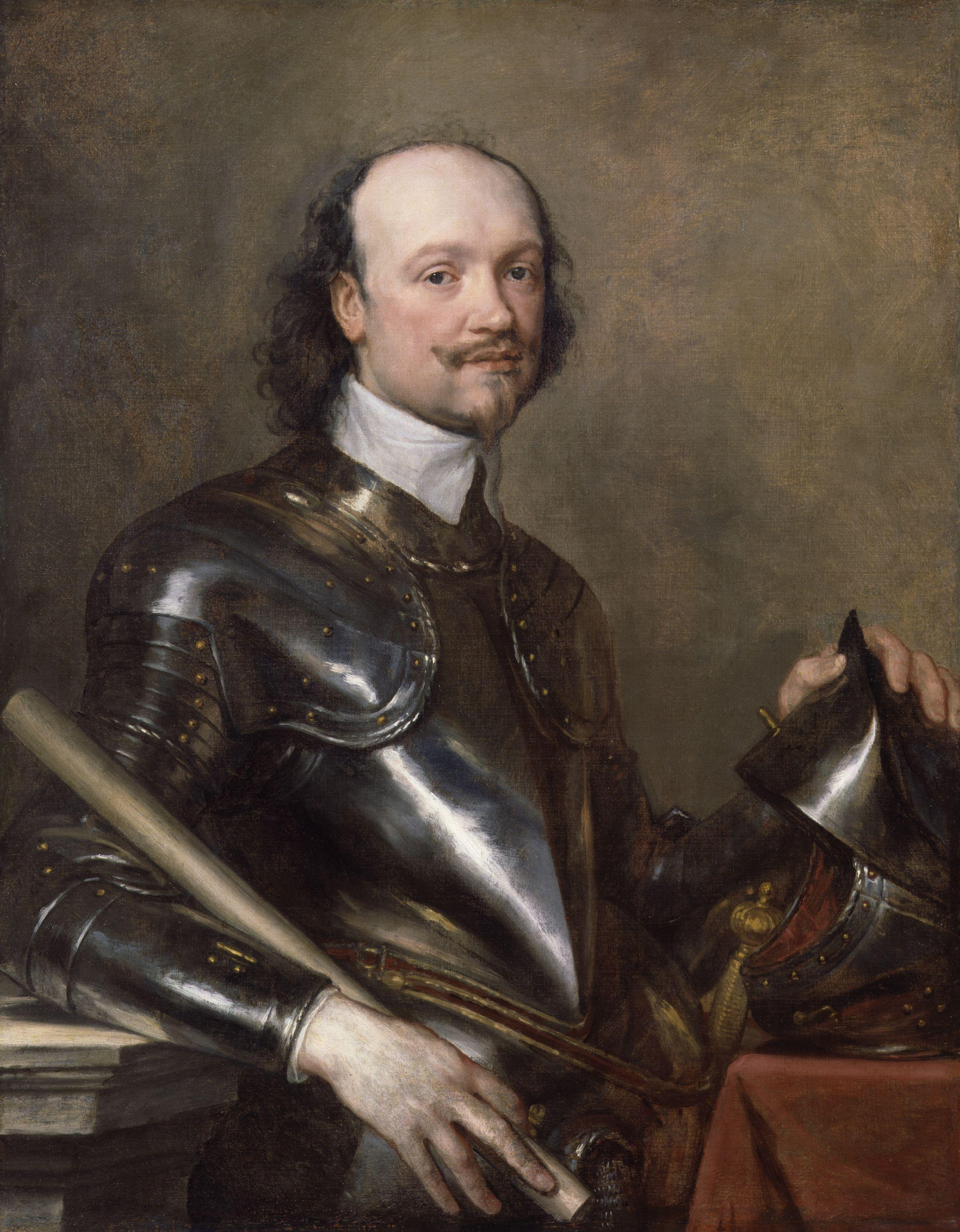
Сэр Кэнелм Дигби. Портрет работы Антона ван Дейка.
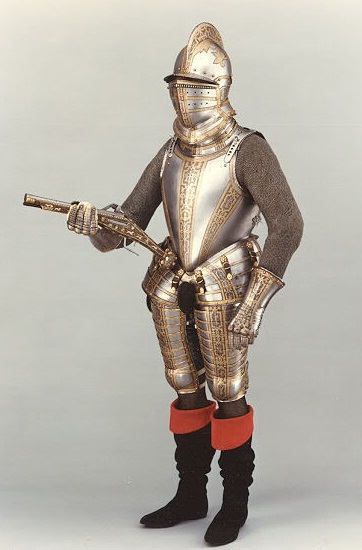
Дошедшие до нас части доспеха сэра Джона Смайта.
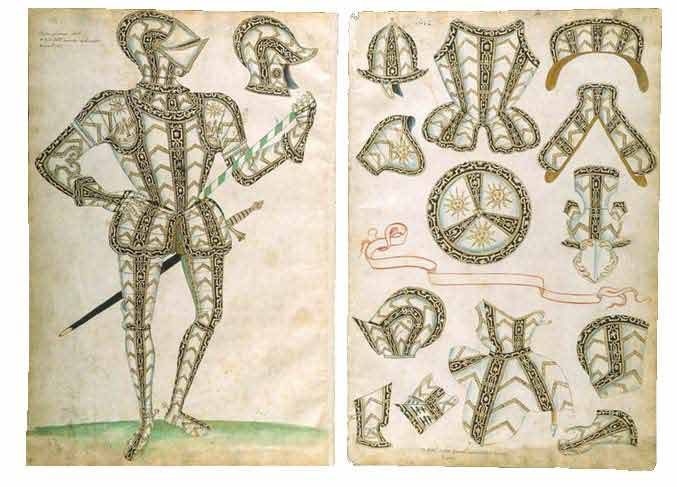
Доспешный гарнитур сэра Генри Ли. Автор Якоб Хальдер, 1590 год.

В то время особую популярность приобрели доспешные гарнитуры — комплект дополнительных деталей к доспеху, ковавшийся тем же мастером и украшенный в той же манере, что и доспех. В доспешный гарнитур, кроме деталей седла, вэмплейта, шлемов, полдермиттона и манифера входил дополнительный нагрудник с подбородником, использовавшийся на турнирах для защиты в копейной сшибке. Он крепился поверх основного на болтах с гайками-барашками и ковался из более толстой стали, чем основной нагрудник.
Более поздние доспехи, в том числе доспехи ландскнехтов и рейтаров, ковались с похожей конструкцией нагрудника — цельная конструкция с ребром жёсткости и небольшим выступом в районе живота, а в XVII столетии — и без него.

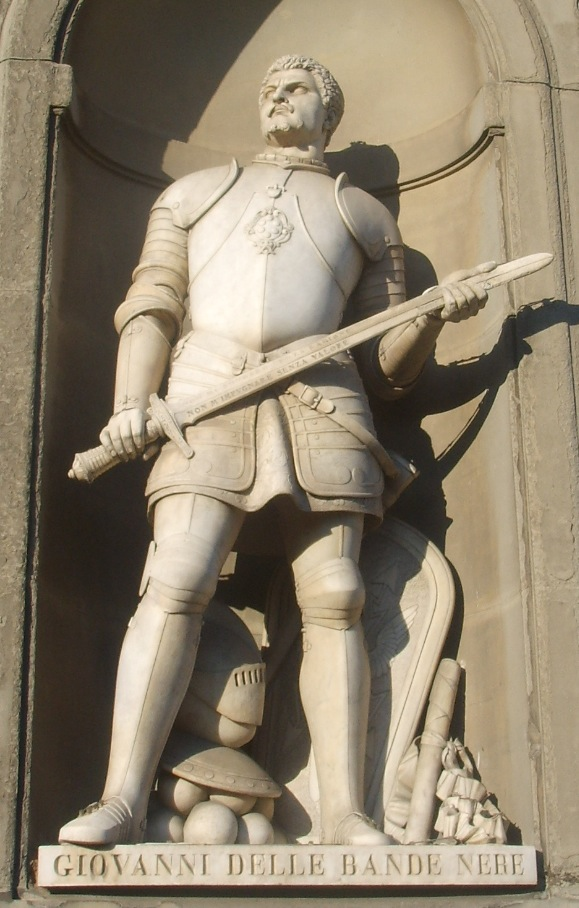
Памятник Джованни делле Банде Нере в галерее Уффици во Флоренции, поставлен в 1537 году его сыном, герцогом Козимо.
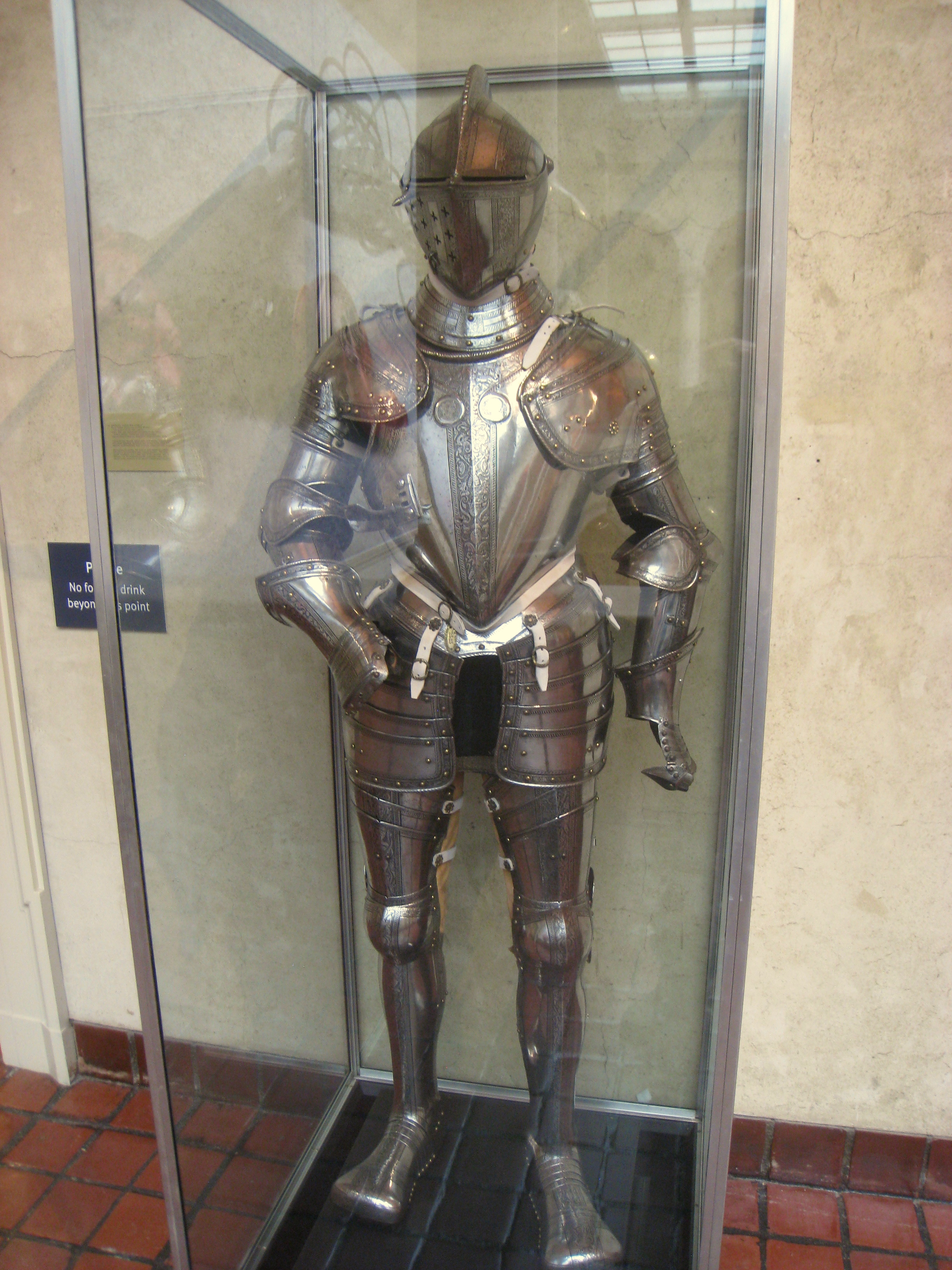
Полный боевой доспех, северная Италия, последняя четверть XVI века. Сейчас находится в музее искусств города Вустер, США.
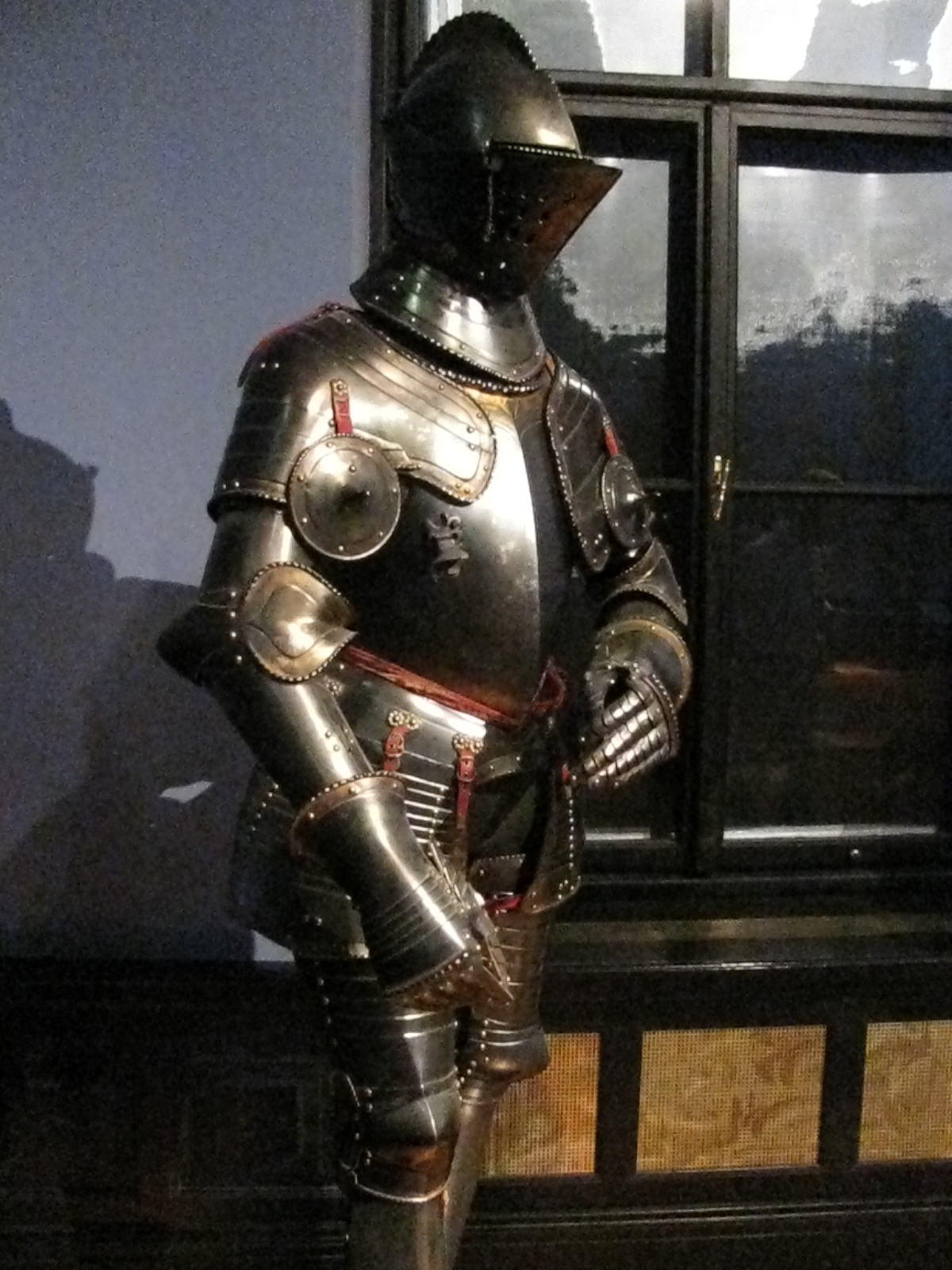
Боевой доспех Вильгельма V, герцога Юлихского, Клевского и Бергского, Северная Италия, около 1555/1560 годов.
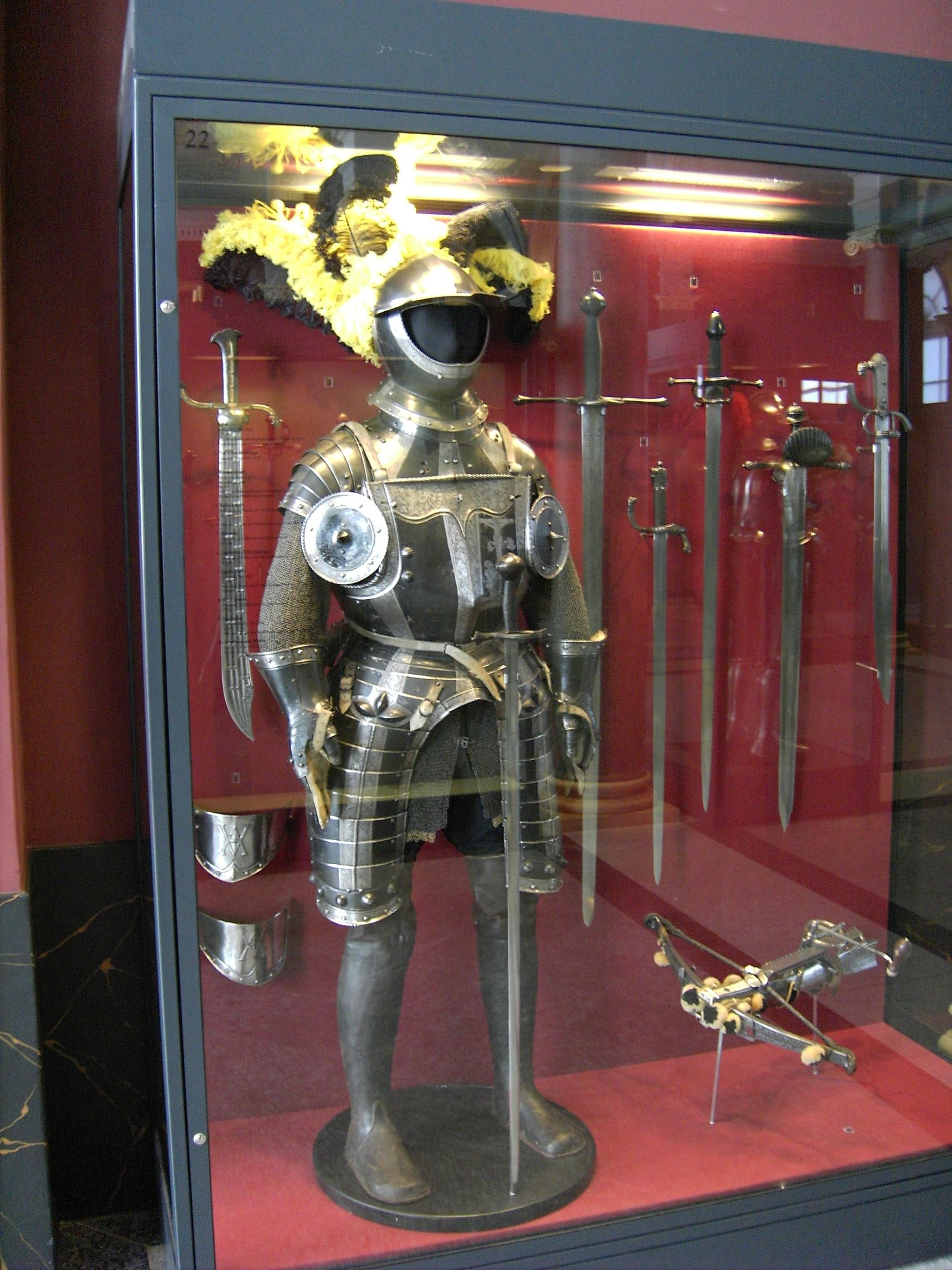
Немецкая рейтарская броня «Чёрных всадников» конца XVI века в музее Дрездена.

Трёхчетвертные доспехи кирасиров XVII века ковались с весьма похожей конструкцией кирасы — из цельных нагрудника и наспинника, при этом нагрудник ковался с ребром жёсткости, но без тапуля, и в нижней части кираса ковалась ровной, без выступа. К ней на ремнях с пряжками присоединялись сегментные поножи. Горже бургиньота, который использовался в таком доспехе, к нагруднику не прикреплялось вообще. Более поздние кирасы, в том числе доспехи кирасиров времён Наполеоновских войн, ковались аналогично, и отличались разве что отсутствием иной защиты тела, кроме кирасы и шлема.

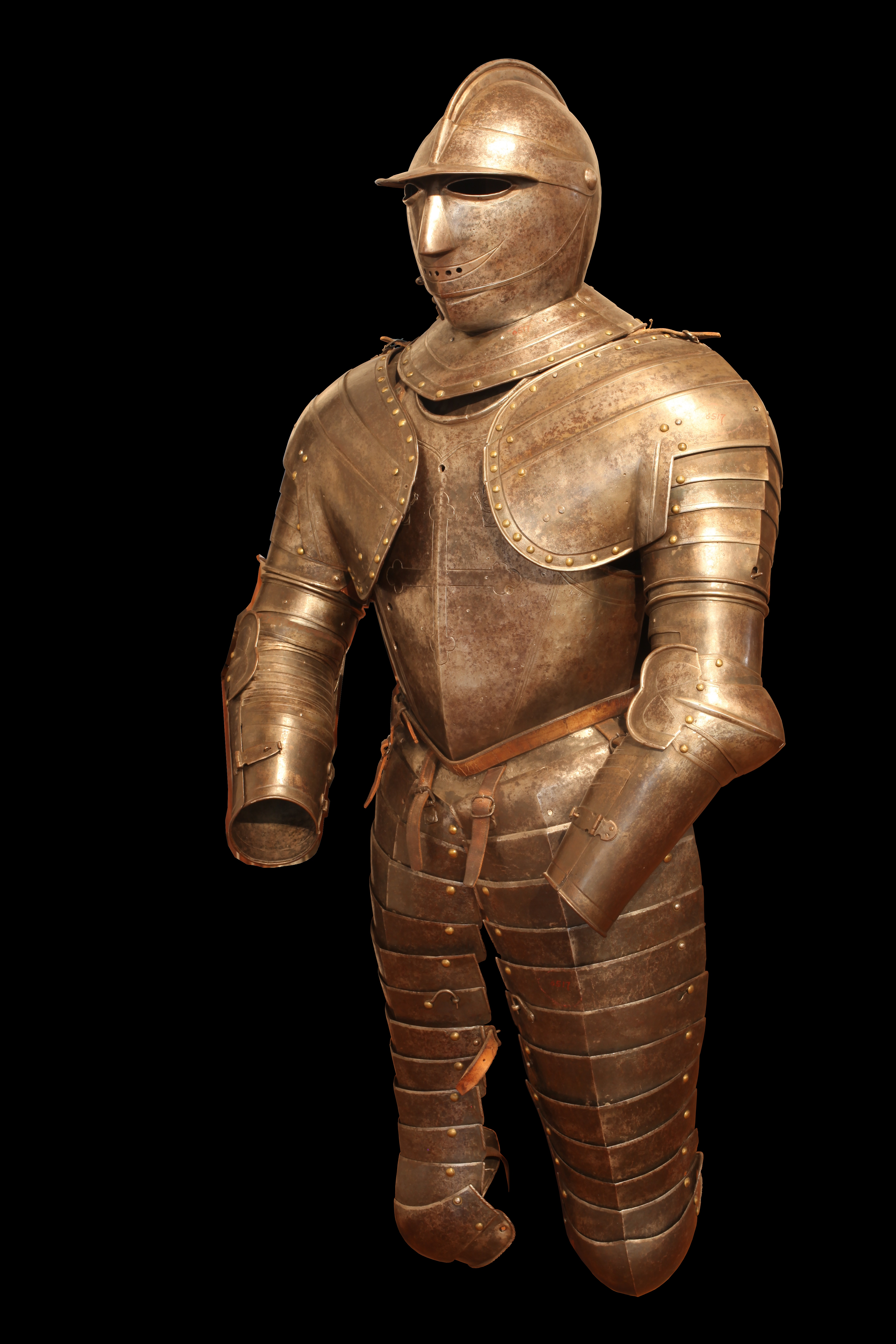
Доспех кирасира в савойском стиле, ок. 1600-1610. Военный музей Моргеса.
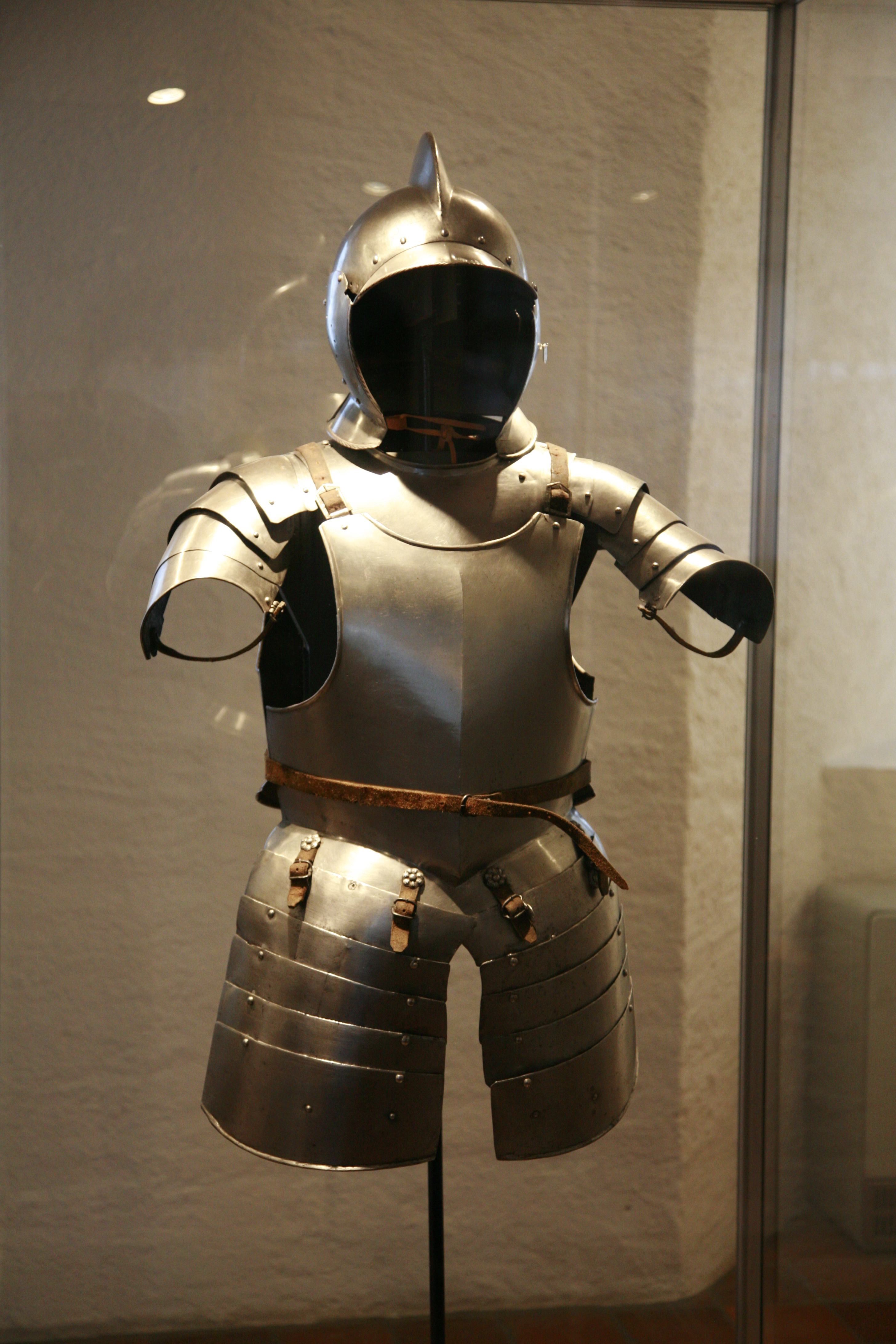
Доспех, носившийся как ландскнехтами на двойном жаловании, так и небогатыми кирасирами.
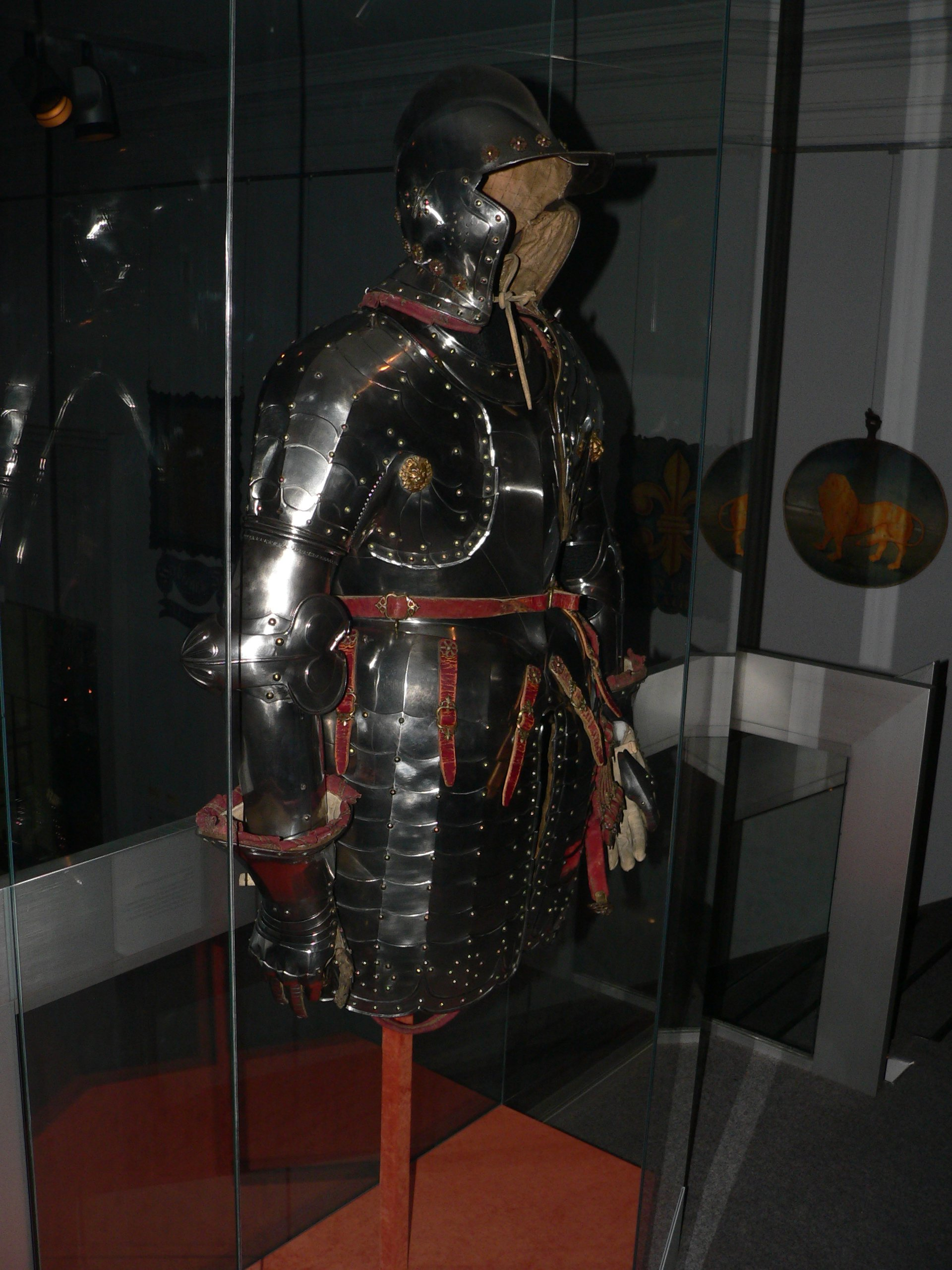
Доспех кирасира, Невшательский музей искусства и истории.
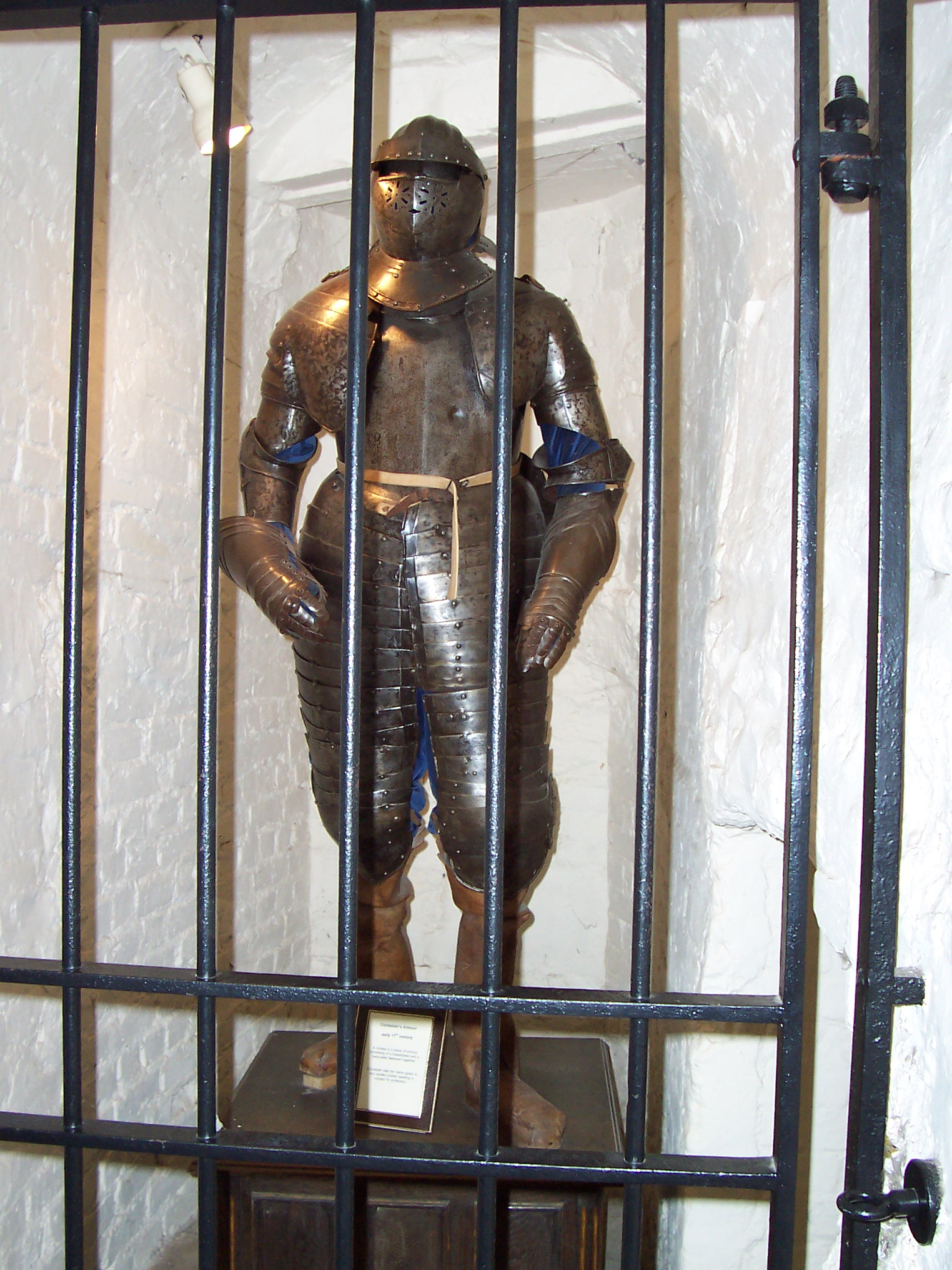
Доспех кирасира, начало XVII века.